# Valencia
Valencia (AFI: /baˈlenθja/ in castigliano; in valenzano e ufficialmente València /vaˈlensi.a/), in italiano anche Valenza, è un comune spagnolo di 825 948 abitanti, capoluogo dell'omonima provincia e della Comunità Valenciana.
Valencia è la terza città del Paese per numero di abitanti dopo Madrid e Barcellona; sorge sul golfo che reca il suo nome, lungo la costa centro-orientale della Spagna e alla foce del fiume Turia. Viene chiamata comunemente dai valenzani Cap i Casal.
È stata proclamata Capitale europea dello sport per il 2011 e Capitale verde europea per il 2024.

## Geografia fisica

### Territorio
Presenta soprattutto un terreno pianeggiante con coste basse e sabbiose.

### Clima
Valencia gode di un clima mediterraneo mite e umido. La temperatura media annuale è di 18,3 °C, con valori che oscillano dagli 11,9 °C di gennaio ai 26,1 °C di agosto. Le precipitazioni, con una media di 454 mm all'anno, si concentrano nella stagione autunnale solitamente in modo intenso.
|                     | gen  | feb  | mar  | apr  | mag  | giu  | lug  | ago  | set  | ott  | nov  | dic  | media |
| ------------------- | ---- | ---- | ---- | ---- | ---- | ---- | ---- | ---- | ---- | ---- | ---- | ---- | ----- |
| Massima (°C)        | 16,4 | 17,2 | 19,3 | 20,8 | 23,4 | 27,1 | 29,7 | 30,2 | 27,9 | 24,3 | 19,8 | 17,0 | 22,8  |
| Minima (°C)         | 7,1  | 7,8  | 9,7  | 11,5 | 14,6 | 18,6 | 21,5 | 21,9 | 19,1 | 15,2 | 10,8 | 8,1  | 13,8  |
| Precipitazioni (mm) | 37   | 36   | 33   | 38   | 39   | 22   | 8    | 20   | 70   | 77   | 47   | 48   | 475   |

## Origini del nome
I Romani, che fondarono la città nel II secolo a.C., le diedero il nome latino Valentia Edetanorum, da cui deriva "València".
Questo toponimo significa "forza (o valore) nella terra degli Edetani", o semplicemente "forza degli Edentani", una tribù iberica insediata nella zona, riprendendo un uso già diffuso nell'Italia romana del II secolo a.C. di fondare colonie con nomi legati alle virtù militari.
Sotto i Mori fu nota come Balansiya. Tramite cambiamenti di suoni regolari è diventata quindi Valencia.
Attualmente viene ufficialmente riconosciuta la denominazione bilingue València/Valencia, che vale anche per la provincia omonima. Colloquialmente in valenciano la città è chiamata anche Cap i Casal, ossia capitale.

## Storia

### I Romani
Valentia Edetanorum venne fondata dai romani nel 138 a.C., sotto il console Decimo Giunio Bruto Callaico, lungo la riva destra del fiume Turia, sul luogo di un antico insediamento iberico. Nel corso della guerra tra Pompeo e Sertorio (75 a.C.), la città fu distrutta e successivamente abbandonata per più di cinquant'anni. Solo a metà del I secolo d.C. la città rifiorì, grazie all'arrivo di nuovi abitanti dalle zone vicine, l'ampliamento urbano e la costruzione di grandi opere pubbliche.
Con la crisi dell'Impero romano nel III secolo per Valencia iniziò un lungo periodo di decadenza. Il numero degli abitanti diminuì, interi quartieri si spopolarono e le infrastrutture pubbliche caddero in abbandono. A quel periodo si può far risalire la prima comunità cristiana a Valencia, che ebbe in san Vincenzo martire, ucciso nel 304, la sua prima figura di riferimento. Fu proprio la Chiesa, nei secoli successivi, a riempire il vuoto di potere lasciato dall'impero, prendendo in mano l'amministrazione della città e dando impulso ad un parziale recupero urbano con la costruzione di templi cristiani sui ruderi di quelli romani.

### I Visigoti
All'inizio del V secolo cominciarono le invasioni dei visigoti nella penisola iberica, che dominarono fino al 711, quando furono cacciati dagli arabi. Nel periodo visigoto Valencia assunse importanza dal 554 al 625 quando, grazie alla sua posizione strategica, fu sede di contingenti militari e fortificazioni contro le truppe dell'Impero romano d'Oriente. Queste ultime erano riuscite infatti a portare la frontiera dell'Hispania bizantina fino a una ventina di chilometri a sud della città, a ridosso del fiume Xúquer (Júcar).

### Gli Arabi
Nel 711 il regno dei visigoti venne schiacciato dall'invasione araba e berbera. Valencia, ovvero Balansiya (la denominazione in uso presso i musulmani) progressivamente assorbì gli usi, la lingua, la cultura e la religione dei suoi nuovi abitanti. Anche l'assetto urbanistico cambiò: fu costruito il palazzo della Rusàfa (che diede il nome a uno dei quartieri della città, riprendendo il nome d'una residenza califfale a Damasco), venne creata una prima cerniera di coltivazioni al di fuori della città (in corrispondenza dell'attuale barrio del Carmen) e l'antica sede episcopale visigota fu convertita nella piazza della residenza del governatore (wālī), nominato dal califfo di Cordova nel periodo del Califfato di Cordova.
Valencia tornò in auge dopo la caduta degli Omayyadi di Cordova nel 1010, con la creazione di una propria taifa o regno indipendente che si organizzò grazie a due liberti di Almanzor (al-Mansūr Ibn Abī 'Āmir), il grande Reggente dell'ultimo periodo califfale. 
Dopo la morte del primo, Mubārak, il secondo (Muzaffar) fu cacciato dalla popolazione che chiamò alla guida del regno valenciano Labīb, anch'egli un affrancato di origine slava che si pose sotto la protezione del conte di Barcellona.
Nel corso delle agitate vicende che contrassegnarono per i musulmani la seconda metà dell'XI secolo, Valencia dovette difendersi dal sovrano Ferdinando I di Castiglia, alleato per l'occasione al sovrano musulmano di Toledo, al-Mà'mūn ibn Dhū l-Nūn che riuscì però a detronizzare il giovane sovrano valenciano 'Abd al-Malik ibn 'Abd al-'Azīz, detto al-Muzaffar (il Trionfatore).
Dopo un periodo in cui Valencia fu governata dai signori musulmani di Toledo, la città cadde sotto il controllo del re di Castiglia Alfonso VI nel 1085. La città in tutto questo periodo si ampliò e fu necessario costruire una nuova cinta muraria. Nel 1094 Rodrigo Díaz de Vivar, detto El Cid, conquistò Valencia (la sua vittoria venne immortalata nel poema Cantar de mio Cid), ma la città ritornò ancora una volta sotto controllo musulmano quando, nel 1102, l'arrivo dei berberi Almoravidi dal Nordafrica mutò ancora gli equilibri istituzionali del regno, con la conquista di Valencia, abbandonata dalla vedova di El Cid, Jimena, dopo essere stata data alle fiamme.
Fino a metà del XII secolo Valencia fu retta da governatori almoravidi e, dopo un breve periodo in cui la città recuperò una sua autonomia legando la sua sorte a quella di Murcia, Valencia si pose per 4 anni sotto la sovranità di Ibn Mardanīsh prima di ribellarsi a lui.
Con l'arrivo dal maghreb dei soldati berberi musulmani degli Almohadi verso il 1172, Valencia perse di nuovo la sua indipendenza fino al 28 settembre 1238 allorché la città cadde definitivamente nelle mani del re aragonese Giacomo I d'Aragona entrando definitivamente a far parte dei suoi domini.

### Il regno di Valencia
Re Giacomo I d'Aragona conquistò la città nel 1238, sconfiggendone il governatore Zayyan ibn Mardanish, e la incorporò nell'appena costituito Regno di Valencia, uno dei regni che formavano la Corona d'Aragona. Dopo cinque secoli finiva così la dominazione araba, e gli abitanti musulmani furono presto espulsi dalla città. Il Re promulgò nuove leggi per la città, note come els Furs, che in seguito vennero estese a tutto il regno.
Dopo, nel secolo XIV/XV, il re diede alla città una nuova bandiera: quattro sottili bande rosse orizzontali su campo giallo con a sinistra un'ornata banda verticale azzurra. Il drappo rappresentava l'Aragona (la cui bandiera era formata da quattro strisce rosse verticali su campo giallo) che raggiungeva il mare. La punta dell'asta della bandiera era decorata con un pipistrello (rat penat), simbolo del regno, che sarebbe poi stato aggiunto, a partire dal XVI secolo, allo stemma della città.
Il secolo XIV fu abbastanza travagliato per Valencia. La peste nera del 1348 e le successive epidemie ne dimezzarono la popolazione. Venne costruita una nuova cinta muraria per difendersi dagli attacchi dei castigliani, che vennero respinti per due volte, nel 1363 e nel 1364. Come riconoscimento, il re concesse alla città il titolo di dos veces leal ("due volte leale"), rappresentato dalla due L che tuttora campeggiano nello stemma cittadino. Nel 1391, in seguito ad un tumulto popolare, gli ebrei che vivevano in città furono cacciati o costretti a convertirsi forzatamente al cristianesimo.

### Il Secolo d'Oro

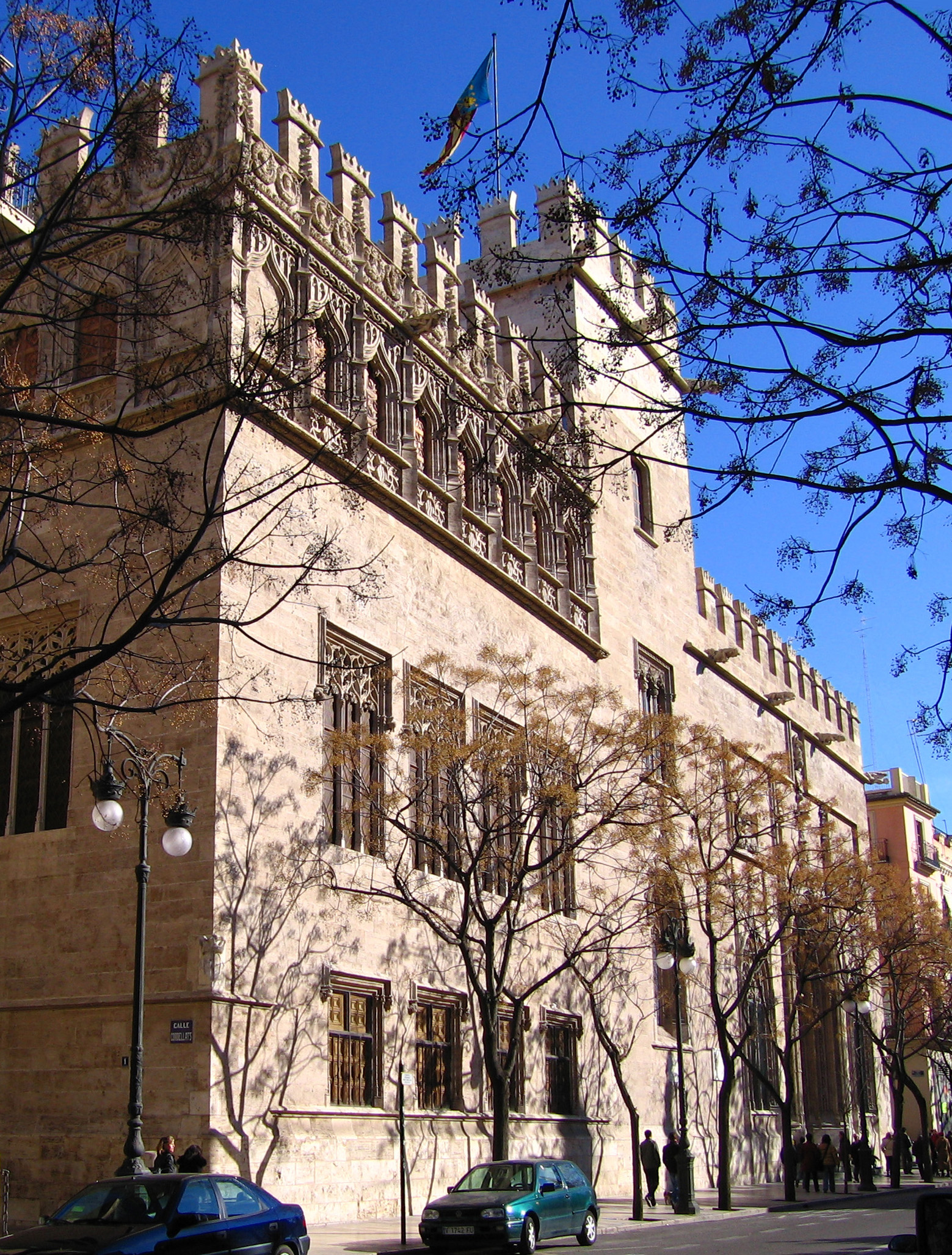
La Llotja de la Seda ("Loggia della Seta"), simbolo del periodo d'oro valenciano.

A un periodo così negativo seguì uno straordinario rinascimento economico e culturale, al punto che il XV secolo è chiamato "il secolo d'oro valenciano".
Grazie al suo porto sul Mediterraneo, Valencia divenne uno dei principali centri commerciali d'Europa. Già dal 1283 era attivo il Consolat de Mar, istituzione mercantile che regolava il commercio marittimo. Nel 1408 venne creata anche la Taula de Canvis i Deposits, una banca municipale destinata a finanziare le attività mercantili. Furono i banchieri valenciani a prestare denaro a Isabella di Castiglia per il viaggio di Cristoforo Colombo del 1492. La Lonja de la Seda ("Loggia della Seta"), edificio gotico destinato alle contrattazioni mercantili, venne costruita alla fine del secolo; il monumento, simbolo del potere e del prestigio di Valencia in quell'epoca, è stato inserito dall'UNESCO nella lista dei Patrimoni dell'umanità.
Lo sviluppo economico favorì le arti e la cultura. A Valencia si trovava la prima pressa da stampa della penisola iberica; nel 1478 venne stampata la prima Bibbia in una lingua neolatina, attribuita a Bonifaci Ferrer. Lo scrittore Joanot Martorell, autore di Tirant lo Blanch, ed il poeta Ausiàs March furono famosi valenciani dell'epoca. La città si arricchì di monumenti: oltre alla Lonja, risalgono a quel periodo il Micalet (il campanile della cattedrale di Santa Maria) e le Torres dels Serrans.

### L'Età moderna
Ironia della sorte, la spedizione di Colombo finanziata dai capitali valenciani determinò la fine del periodo d'oro della città. Con la scoperta dell'America l'asse del commercio mondiale si spostò dal Mediterraneo all'Oceano Atlantico. Valencia rimase fuori dalle principali rotte internazionali, e l'attività mercantile si contrasse notevolmente.
La città perse di importanza economica e culturale. Nei due secoli seguenti passò vicende storiche analoghe a quelle di altre città spagnole: l'Inquisizione, la Controriforma, il processo di castiglianizzazione, l'espulsione degli ultimi ebrei e arabi, le crescenti proteste popolari contro la monarchia e la nobiltà.
Durante la guerra di successione spagnola, Valencia si schierò con Carlo d'Austria. Dopo la vittoria dei Borboni nella battaglia di Almansa il 25 aprile 1707, la città ed il regno persero i privilegi (els Furs) concessi quattro secoli prima da Giacomo I d'Aragona e dovette accettare le leggi e gli usi della Castiglia.
Nel XVIII secolo ci fu una ripresa economica legata alle attività manifatturiere, in particolare l'industria tessile della seta che, secondo fonti dell'epoca, dava lavoro (anche grazie all'indotto) a più di 25.000 persone. Il porto rimaneva però in disuso, al punto che le sete prodotte a Valencia venivano trasportate via terra fino a Cadice, dove poi venivano imbarcate ed esportate nel resto del mondo.
Dopo lo sconvolgimento della Rivoluzione francese, e l'insurrezione popolare di Madrid del 2 maggio 1808, anche i valenciani presero le armi e si sollevarono il 23 maggio 1808. Resistettero per due volte agli assalti delle truppe di Napoleone, ma al terzo attacco, il 9 gennaio 1812, i francesi riuscirono ad entrare in città. Se ne andarono un anno dopo.
Il re Ferdinando VII rientrò in Spagna nel 1814 proprio da Valencia, e ripristinò la monarchia assoluta. Seguì un periodo di forti conflitti tra opposte fazioni in tutta la Spagna. A Valencia il rappresentante del re venne incarcerato e giustiziato nel 1820 all'inizio del cosiddetto "triennio liberale", a cui seguì dal 1823 al 1833 un decennio di restaurazione e repressione.
La morte di Fernando VIII nel 1833 pose fine alla monarchia assoluta. Si aprì così un'epoca di grandi cambiamenti per tutta la Spagna, quindi anche a Valencia, con la riforma delle cariche pubbliche e dell'amministrazione statale e locale. Grazie anche all'economia fiorente, la popolazione raddoppiò e la città si espanse, incorporando i paesi della periferia. Vennero realizzate importanti infrastrutture, tra cui la rete dell'acqua potabile nel 1850 e della corrente elettrica nel 1882. Nel 1865 vennero abbattute le antiche mura cittadine, e cominciò l'urbanizzazione delle zone a ovest e a sud del centro storico. Fu creato il quartiere modernista dell'Ensanche o Eixample. Nella seconda metà del secolo nacque un movimento di riscoperta della lingua e delle tradizioni valenciane, detto Renaixença.

### Il XX secolo

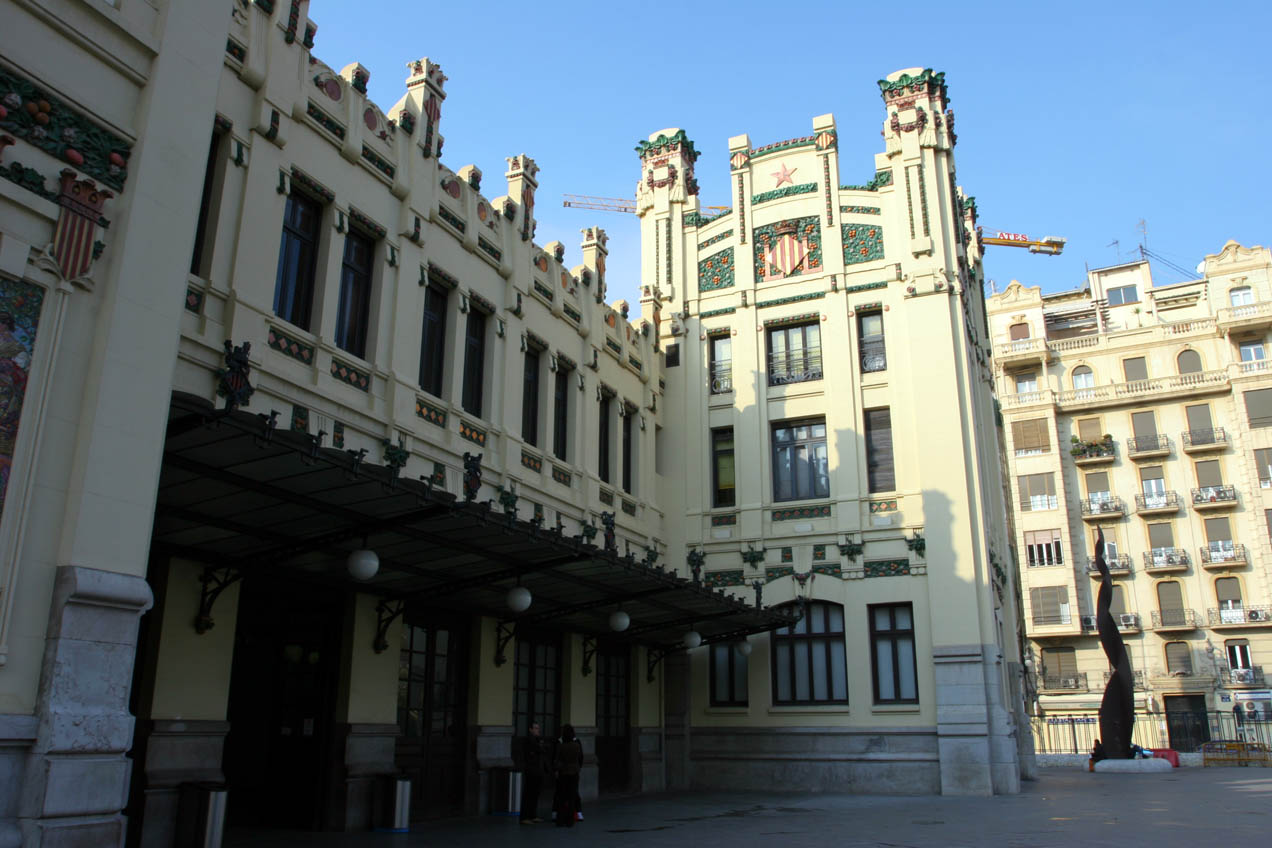
Estación del Norte.

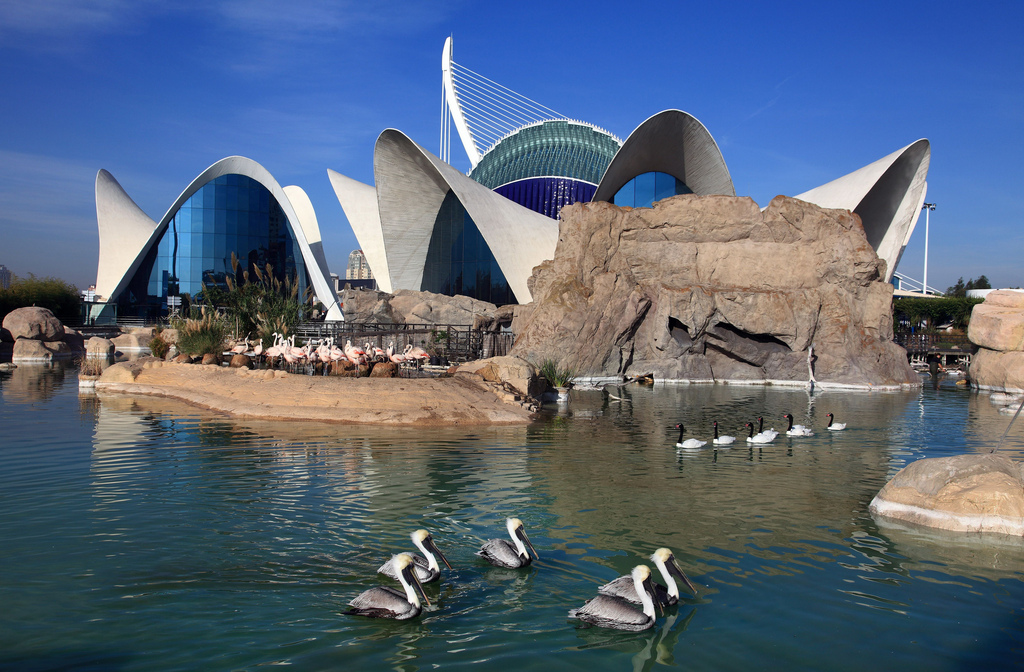
Parco oceanografico di Valencia.

Il boom edilizio continuò nei primi decenni del secolo successivo. Vennero costruiti il Mercato centrale e il Mercado de Colón; nel 1921 venne terminata la stazione ferroviaria detta Estación del Norte. L'economia fiorente si basava principalmente sull'agricoltura (soprattutto agrumi, esportati in tutto il mondo), sulla metallurgia e sull'industria di lavorazione del legno.
Nel novembre 1936, dopo la caduta di Madrid nella guerra civile spagnola, la capitale della Repubblica venne spostata a Valencia. La città soffrì per oltre due anni il blocco e l'assedio delle forze di Francisco Franco, che entrarono in città il 30 marzo 1939. Il periodo postbellico fu duro per i valenciani, a cui il regime tolse anche la libertà linguistica: parlare o insegnare il valenciano era proibito, usare tale lingua era un reato.
Il 14 ottobre 1957 il fiume Turia straripò, uccidendo molti valenciani in quella che viene considerata la peggiore alluvione della storia della città fino a quel momento. In seguito il fiume venne deviato lungo un corso alternativo a sud dalla città, fuori dal centro storico; il vecchio letto asciutto venne convertito in un parco, i Giardini del Turia, che attraversano la città e sono una delle sue principali attrattive.
Dopo la morte di Franco nel 1975 e l'approvazione della Costituzione spagnola nel 1978, venne riconosciuta alla Comunità Valenciana, di cui Valencia è capoluogo, lo statuto di autonomia.
Tra la fine del XX secolo e l'inizio del XXI secolo a Valencia sono stati realizzati numerosi progetti architettonici e urbanistici, che hanno trasformato ulteriormente la città. Il più imponente è la Città delle Arti e delle Scienze, un nuovo quartiere a sud est del centro progettato dall'architetto valenciano Santiago Calatrava. 
Sempre nel XXI secolo ricordiamo l'alluvione di Valencia del 29 ottobre 2024. Essa ha causato almeno 229 morti e 7 dispersi in pochi giorni. È stato un evento eccezionale che ha provocato devastazione e morti.

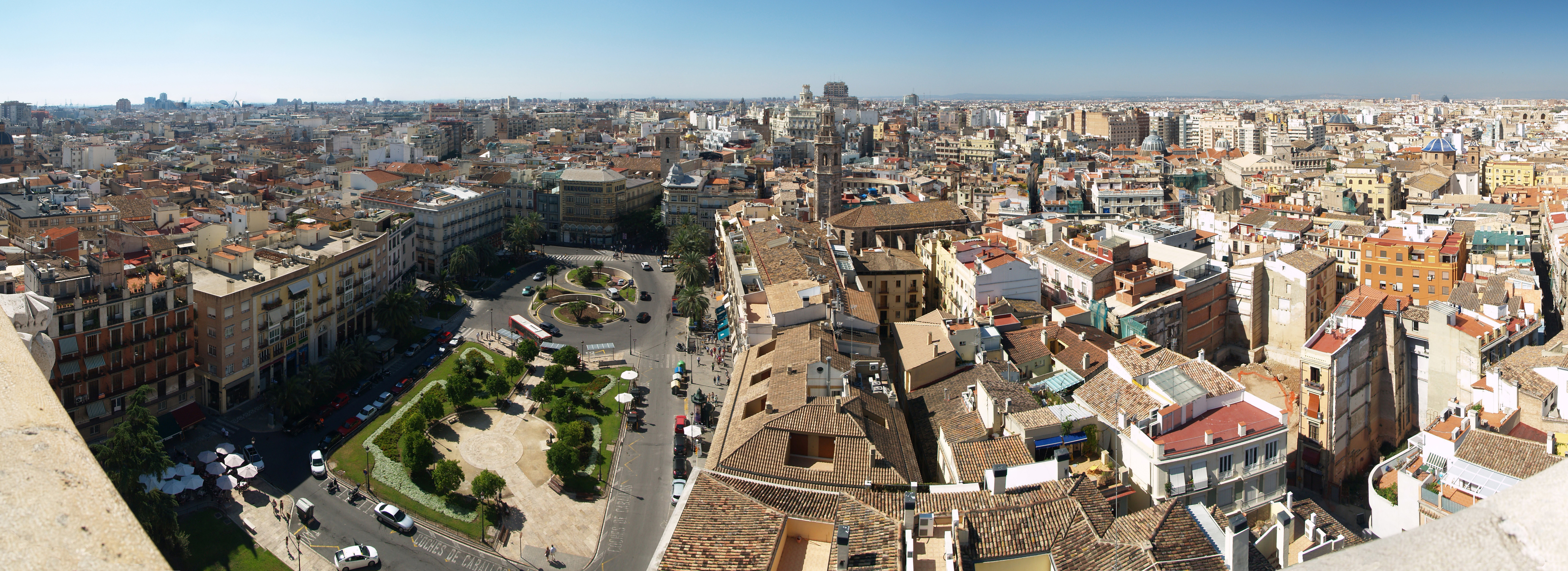
Panoramica della città dalla Torre del Micalet

## Monumenti e luoghi d'interesse

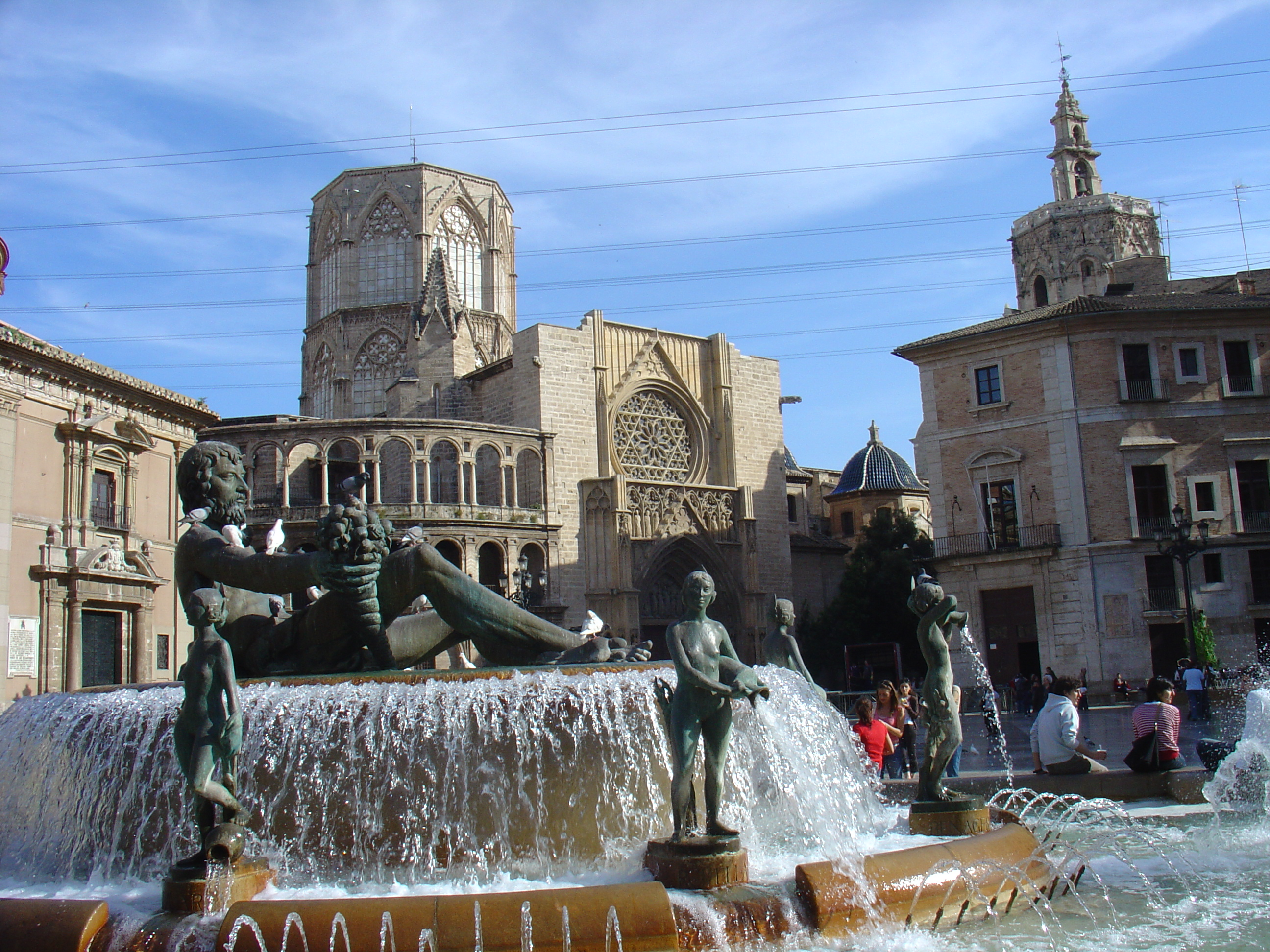
Cattedrale

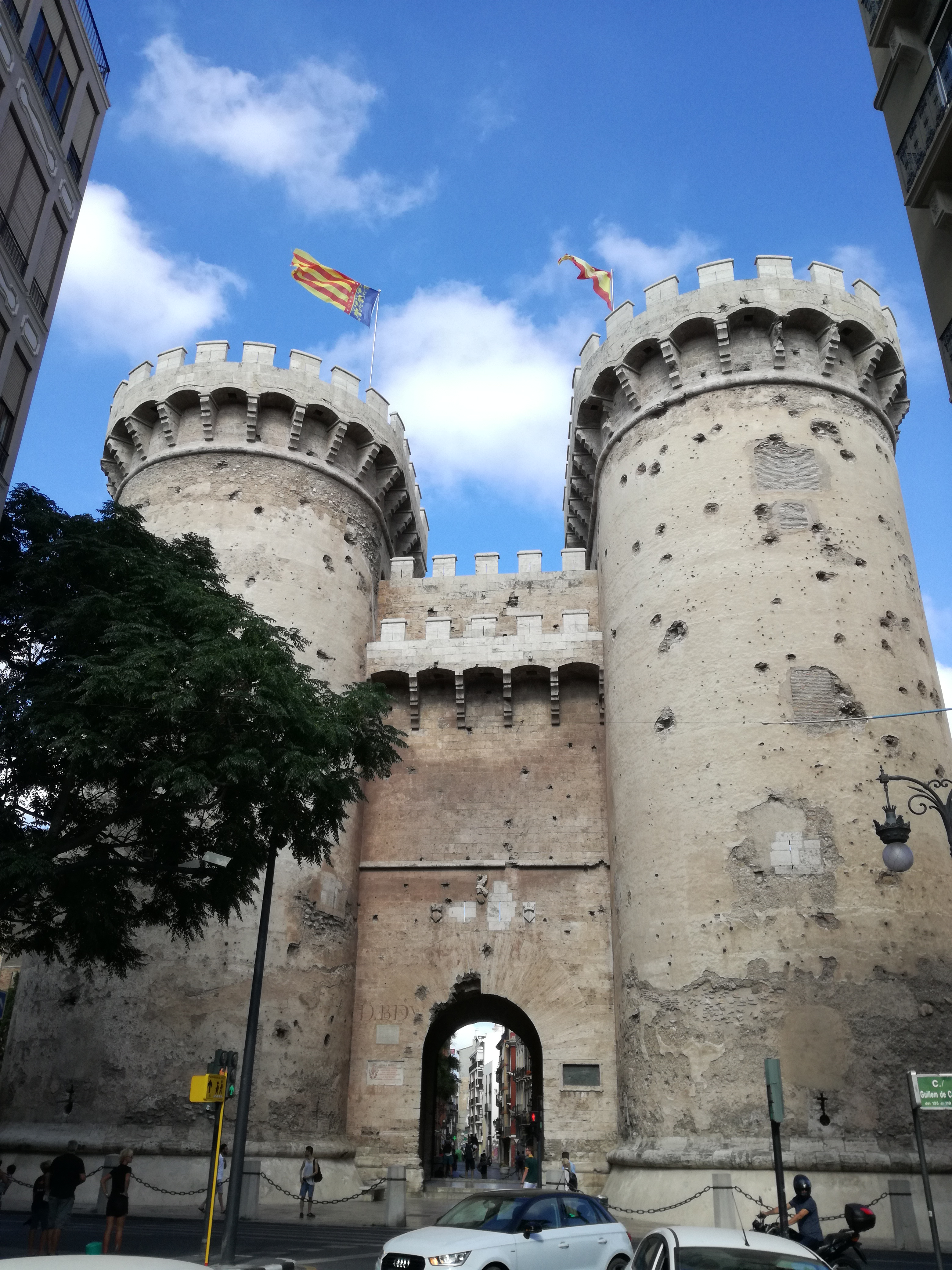
Torres de Quart

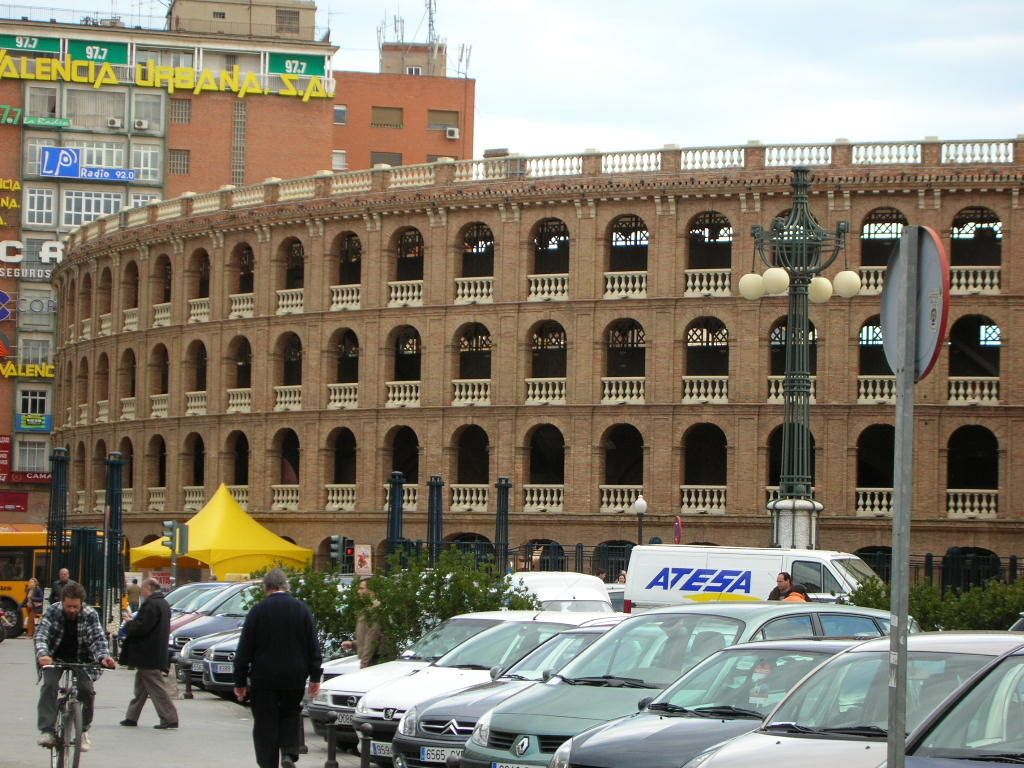
Plaza de toros

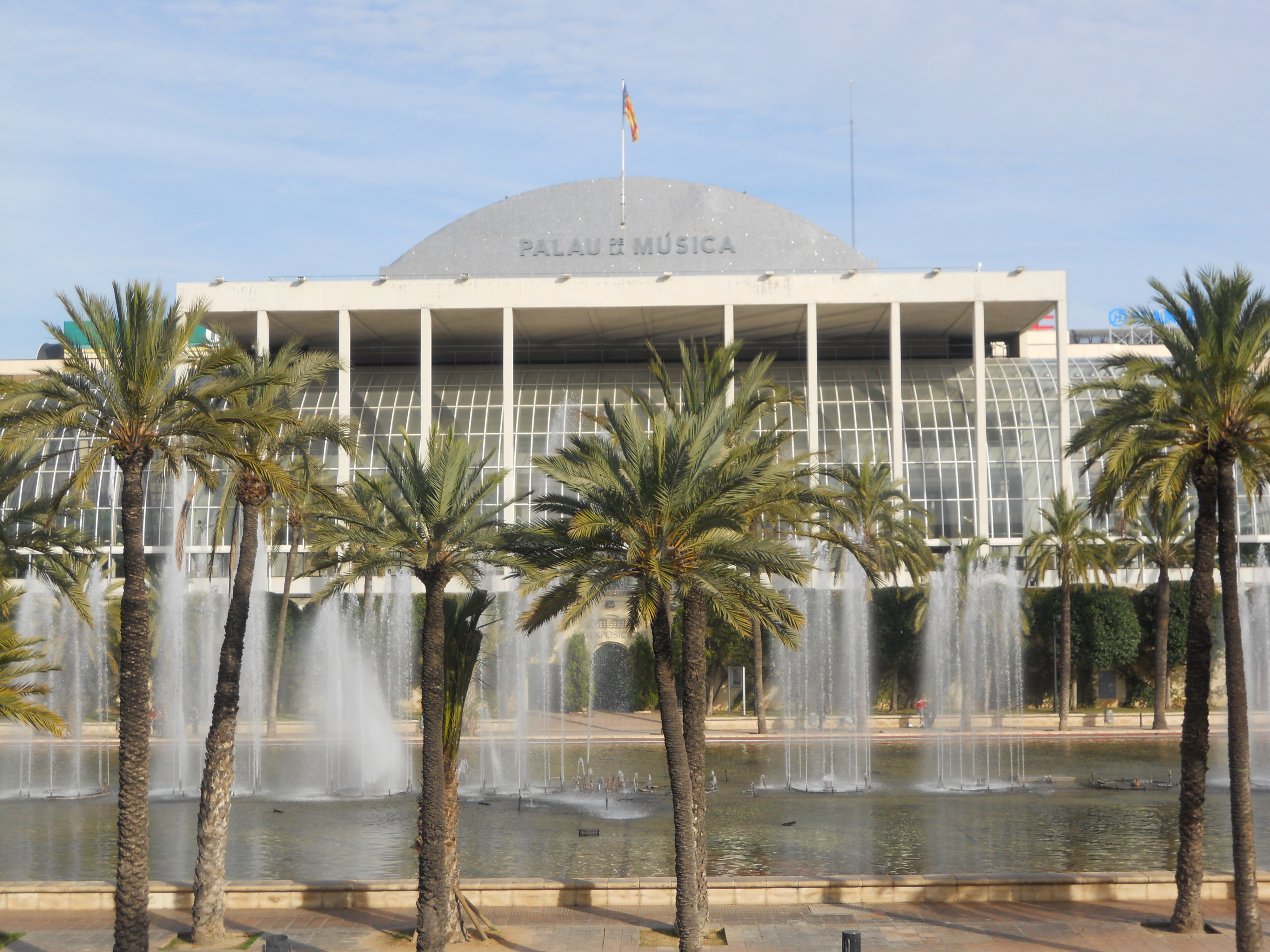
Palau de la Música de València

### Architetture religiose
- Cattedrale di Valencia; consacrata nel 1238 dopo la Reconquista, è dedicata all'Assunzione di Maria e venne costruita sull'antica moschea di Balansiya.
- Basilica della Vergine degli Abbandonati (basílica de la Virgen de los Desamparados); è dedicata alla Madonna degli Abbandonati, patrona di Valencia e dell'antico Regno di Valencia[14].
- Chiesa di Santa Caterina (iglesia de Santa Catalina); costruita su una moschea precedente, acquisì il rango di parrocchia nel 1245[15].
- Chiesa di San Giovanni dell'Ospedale
- Chiesa dei Santi Giovanni (iglesia de los Santos Juanes); dedicata a san Giovanni Battista e san Giovanni evangelista, fu costruita su una moschea esistente prima del 1240[16].
- Chiesa di San Nicola di Bari e San Pietro Martire (iglesia de San Nicolás de Bari y San Pedro Mártir de Valencia); edificata nel 1242 dopo la riconquista di Jaime I, questa parrocchia è famosa per gli affreschi barocchi di Antonio Palomino, finiti di restaurare nel 2016[17].
- Monastero di San Miguel de los Reyes; è stato fondato nel XVI secolo da Ferdinando d'Aragona su un antico monastero cistercense.

### Architetture civili
- La Loggia della Seta, dichiarata Patrimonio dell'umanità dall'UNESCO, è certamente una delle principali attrazioni di Valencia. In stile gotico, fu costruita nel 1469, anche se i lavori continuarono poi fino al XVI secolo.[18]
- Plaza de toros; costruita in stile neoclassico tra il 1850 e il 1860, è un'arena che si ispira agli anfiteatri romani come anche il Colosseo.
- Palau de la Generalitat Valenciana; del XV secolo e in stile gotico valenzano, è ora sede del governo della Comunità Valenciana.
- Palacio del Marqués de Dos Aguas; in stile rococò, fu costruito attorno al 1740, ed è ora la sede del Museo della Ceramica González Martí.
- Casa consistorial; sede del consiglio comunale, fu costruita in stile neoclassico tra il 1758 e il 1763.
- Portale della Valldigna, portale del 1400 che separava la città cristiana da quella moresca.
- Biblioteca Pubblica
- Parco oceanografico di Valencia
- L'Hemisfèric
- Pont de las Flors
- L'Umbracle
- Pont de l'Exposició
- Palau de la Música.
- Parotet

### Architetture militari
- Torres dels Serrans; una delle dodici porte di Valencia, in stile gotico valenzano. Con la Torres de Quart è l'unica porta ancora esistente dopo l'abbattimento delle mura avvenuto nel 1865.

### Aree naturali
- Jardí del Túria.

## Società

### Evoluzione demografica
Al censimento del 2008 Valencia aveva una popolazione di poco superiore agli 800 000 abitanti; considerando la sua area metropolitana invece la popolazione è di 1 730 853 abitanti.
Abitanti censiti

### Lingue e dialetti
Nella città sono ufficiali due lingue, il castigliano (o spagnolo) e il valenciano, che è il nome storico e ufficiale utilizzato dalla Comunità Valenciana per indicare il catalano. La distinzione tra valenciano e catalano è meramente politica: infatti secondo l'Accademia della Lingua Catalana il valenciano è una varietà del catalano strettamente imparentata alle parlate occidentali (della Provincia di Lleida e della parte meridionale di quella di Tarragona) di tale lingua, mentre secondo l'Acadèmia Valenciana de la Llengua, il catalano sarebbe nato cronologicamente dopo il valenciano. Non si sa con certezza quale dei due idiomi sia nato prima, ma hanno una forte somiglianza. A causa della pressione politica e demografica del passato, il castigliano è predominante, ad eccezione delle zone circostanti l'area metropolitana della provincia di Valencia dove è parlato regolarmente il valenciano. Nonostante ciò, il governo locale incoraggia l'uso della lingua locale. Ad esempio, tutti i cartelli nella metropolitana (gestita dalla Ferrocarrils de la Generalitat Valenciana) sono scritti in valenciano, con la traduzione in castigliano scritta sotto, nelle scuole di Valencia il valenciano è insegnato regolarmente a tutti i bambini fin da piccoli.

## Cultura
Valencia è famosa per Las Fallas (Les Falles, in valenciano): una festa popolare che si celebra in onore a San Giuseppe tra il 15 ed il 19 marzo, per la paella valenciana, per l'horchata de chufa (in valenciano "orxata") e per la Città delle arti e delle scienze.
Inoltre, a Valencia ha luogo ogni anno il prestigioso Certamen Internacional de Bandas de Música Ciudad de Valencia, una manifestazione (1886) considerata dagli esperti, il più prestigioso concorso per orchestre di fiati dopo il World Music Contest di Kerkrade (Paesi Bassi).
Lo scrittore valenciano Vicente Blasco Ibáñez raccontò la città e il suo circondario in cinque romanzi: Arroz y tartana (1894), Flor de Mayo (1895), La barraca (1899), Entre naranjos (1900), Cañas y barro (1902).

### Istruzione

#### Università
A Valencia esistono due università pubbliche. La storica Universitat de València (UV), fondata nel 1499 col nome di Estudi general, ha tre campus principali ed è molto attiva in quasi tutti i campi del sapere. La si indica spesso col nome di "Universidad Literaria" per distinguerla dalla più recente Universidad Politécnica de Valencia (UPV), creata nel 1968 e più legata alla scienza e la tecnologia. Esistono, inoltre, due università private, la Universidad Católica de Valencia e la Universidad Europea de Valencia, inaugurate rispettivamente nel 2003 e nel 2007) e una sede della UNED Universidad Nacional de Educación a Distancia).
Un'altra università che ha sede a Valencia è la privata Università CEU Cardenal Herrera (CEU) fondata nel 1999.
La città ha inoltre una Escuela Oficial de Idiomas, un Conservatorio Superiore di Musica e un Conservatorio Superiore di Danza. Valencia, infine, è sede di un campus della Berklee School of Music ed è sede principale di Musikeon, istituzione di riferimento per la formazione musicale specializzata nel mondo di lingua spagnola.

#### Musei
Valencia conta una cinquantina tra musei e sale espositive.
- IVAM, Instituto Valenciano de Arte Moderno;
- Centre del Carme - Museo di belle arti di Valencia;
- MUVIM, Museo valenciano dell'illuminismo e modernità;
- Ciutat de les Arts i les Ciències;
- Museo dell'Almoina;
- Museo di preistoria di Valencia;
- Bioparc Valencia;
- Museo della storia di Valencia;
- Colegio del Arte Mayor de la Seda;
- Museo Nazionale della ceramica e dell'arte statuaria González Martí.

### Media

#### Radio
- Radio Klara, con il suo motto "Lliure i llibertària" (libera e libertaria) è una radio gratuita collegata alla Community Media Network (ReMC).

#### Stampa
I due principali quotidiani della città sono Levante-EMV, fondato nel 1872, e Las Provincias, fondato nel 1886.

### Cucina

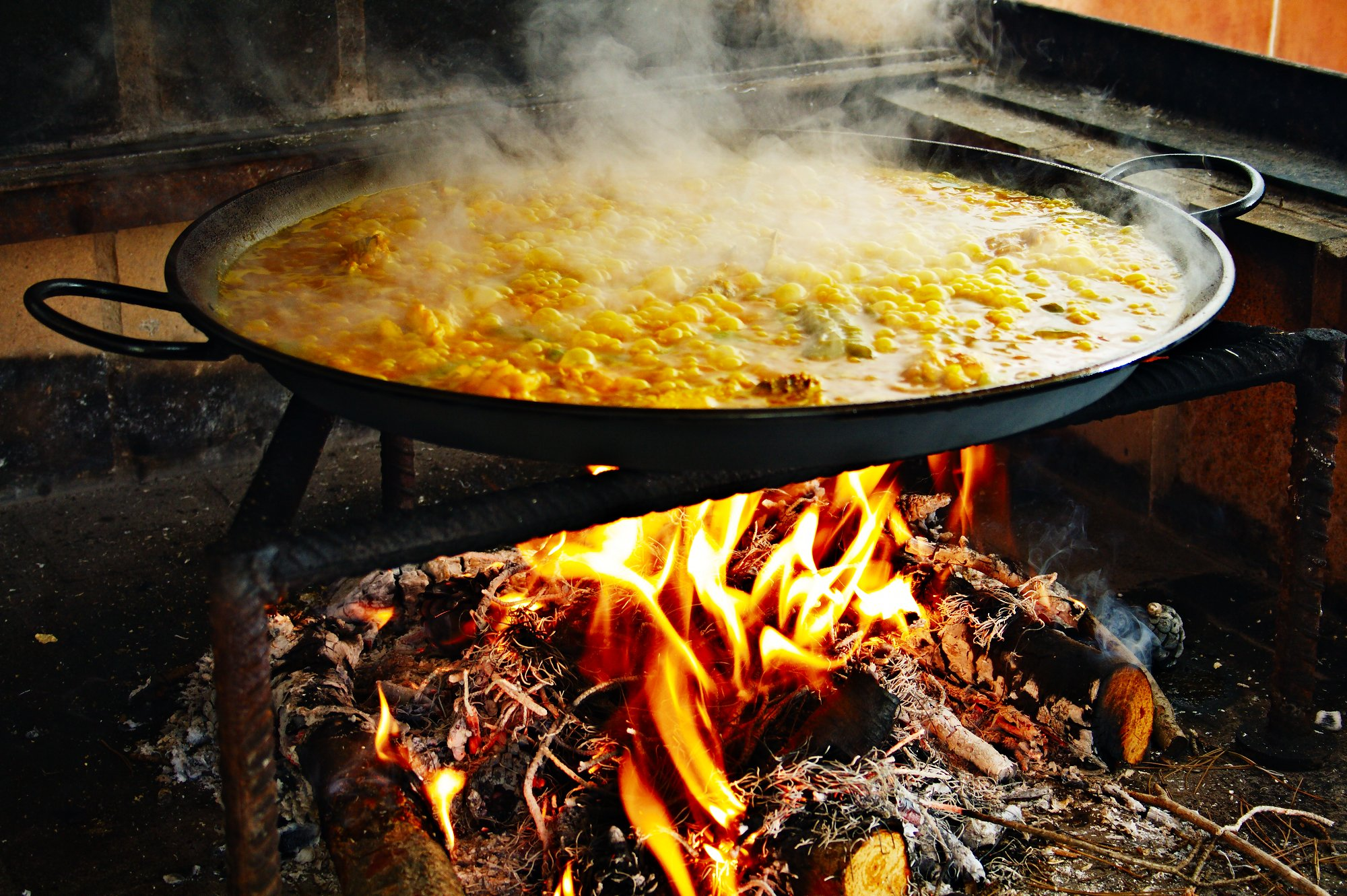
Una paella in cottura.

Il piatto più noto della cucina valenzana è la paella. Si tratta di una preparazione a base di riso, zafferano e olio di oliva, che prende il nome dal recipiente di metallo in cui viene cotta, detto in valenzano paellero. Questo piatto, che internazionalmente viene associato alla cucina spagnola, è originario proprio di Valencia, e si è diffuso nel resto della Spagna solo a partire dalla fine del XIX secolo. Ne esistono ormai numerose varianti, ma la ricetta tradizionale, che ha preso il nome di "paella alla valenciana", è condita con carne (pollo e coniglio, costine di maiale e polpettine di carne con pinoli) e verdure (principalmente pomodoro, taccole e peperoni). Nella versione tradizionale vengono usate anche le lumache.
Altre varianti della tipica paella sono l'arròs a banda, piatto tipico dell'Albufera (laguna a sud di Valencia) da mangiare accompagnata con la salsa aioli, e la fideuà, paella fatta con la pasta tipo gramigna e pesce (si racconta che la fideuà sia nata perché alcuni pescatori andati al largo a pescare, all'ora di pranzo decisero di preparare una paella, ma accortisi che non avevano con sé il riso, decisero di prepararla con ciò che avevano: la gramigna).
Un'altra specialità tipica di Valencia è l'horchata, una bevanda rinfrescante preparata con acqua, zucchero e chufa, un tubercolo di una pianta, il cyperus esculentus, diffusa nella piana di Valencia. Tradizionalmente si consuma come spuntino assieme a un paio di farton, "brioche" tipiche di forma allungata. Viene servita nella maggior parte dei bar, nei chioschi ambulanti, nonché in locali dedicati detti appunto horchaterías.
Esiste anche l'agua de Valencia, che letteralmente significa "acqua di Valencia", in realtà è un cocktail a base di succo d'arancia, cava (lo spumante spagnolo), gin e vodka.

## Geografia antropica

### Suddivisioni amministrative
La città è divisa in diciannove distretti, e ogni distretto al suo interno è diviso a sua volta in numerosi quartieri (barrios e pedanías).
| Cartina dei distretti | Distretti di Valencia |
| --------------------- | --------------------- |
|                       | Ciutat Vella          |
| Eixample              |                       |
| Extramurs             |                       |
| Campanar              |                       |
| La Zaidía             |                       |
| ElPla del Real        |                       |
| L'Olivereta           |                       |
| Patraix               |                       |
| Jesús                 |                       |
| Quatre Carreres       |                       |
| Poblados Marítimos    |                       |
| Camins al Grau        |                       |
| Algirós               |                       |
| Benimaclet            |                       |
| Rascaña               |                       |
| Benicalap             |                       |
| Poblados del Norte    |                       |
| Poblados del Oeste    |                       |
| Poblados del Sur      |                       |

## Economia

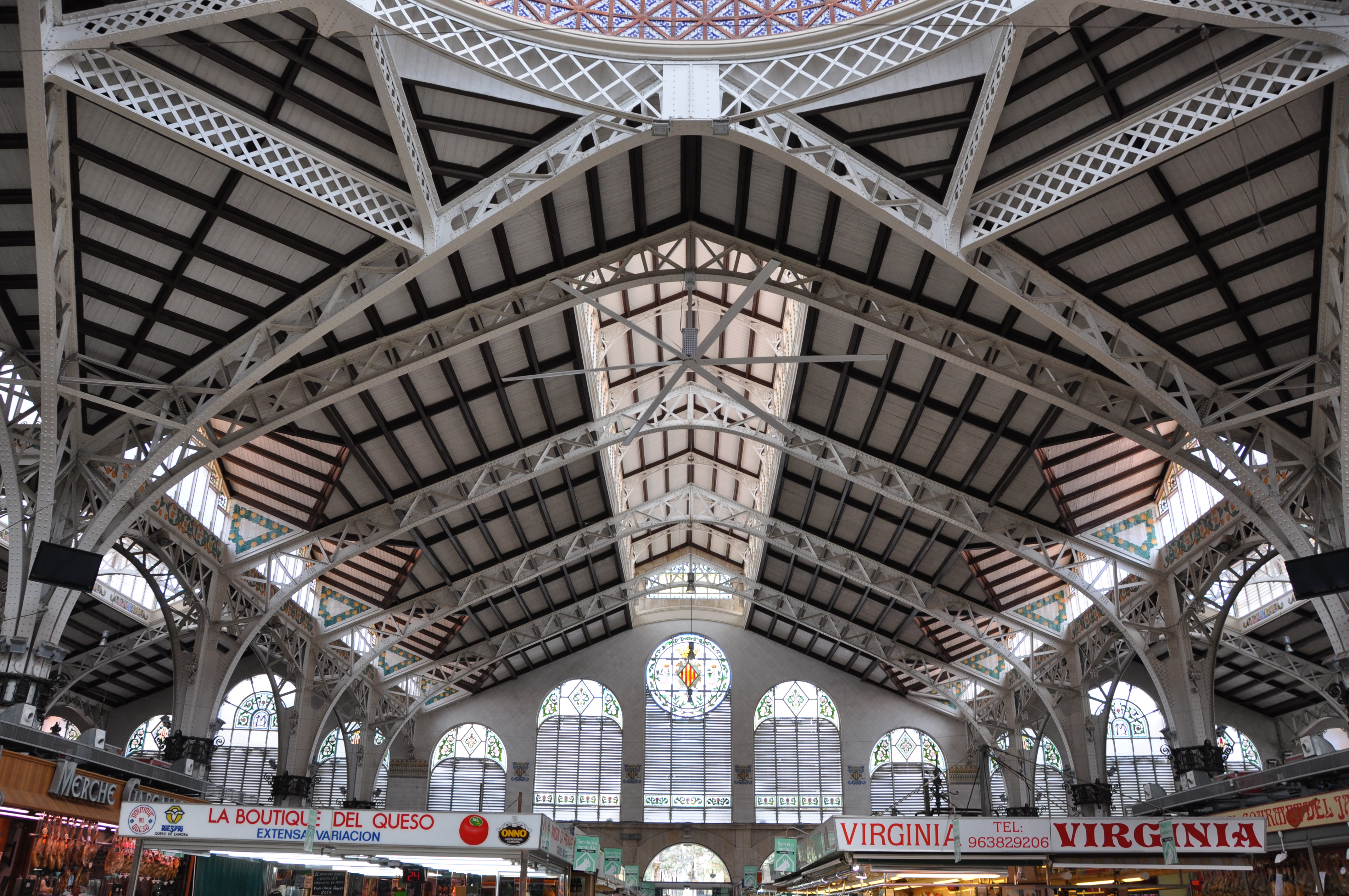
Mercato Centrale di Valencia

Tra la fine del XIX secolo e per quasi tutto il XX secolo, la città è stata la sede di aziende attive nei settori della metallurgia, la ceramica e la produzione di mobili. Una rigida pianificazione urbanistica fece in modo di decentralizzare le attività produttive e industriali nelle città dell'hinterland, che conobbero un notevole sviluppo economico e demografico: Manises nel settore ceramico, Benetússer e Alfafar nel settore dell'arredamento, o Paterna, con la nascita dell'area edificabile di Fuente del Jarro.
I critici sostengono che questa legislazione (concepita, in teoria, per proteggere il terreno rurale) viene abusata a favore di un grande sviluppo urbano e industriale. Il Comitato delle Petizioni dell'Unione europea ha prodotto nel 2004 una relazione sulla questione, sostenendo che il governo valenciano stava infrangendo dei diritti basilari europei. Gli ambasciatori degli stati membri dell'UE, in rappresentanza dei loro cittadini, hanno protestato con le autorità spagnole e la questione è stata deferita alla Corte europea dei diritti dell'uomo. L'ampia copertura del caso offerta dai media esteri minaccia la locale industria del "turismo residenziale".

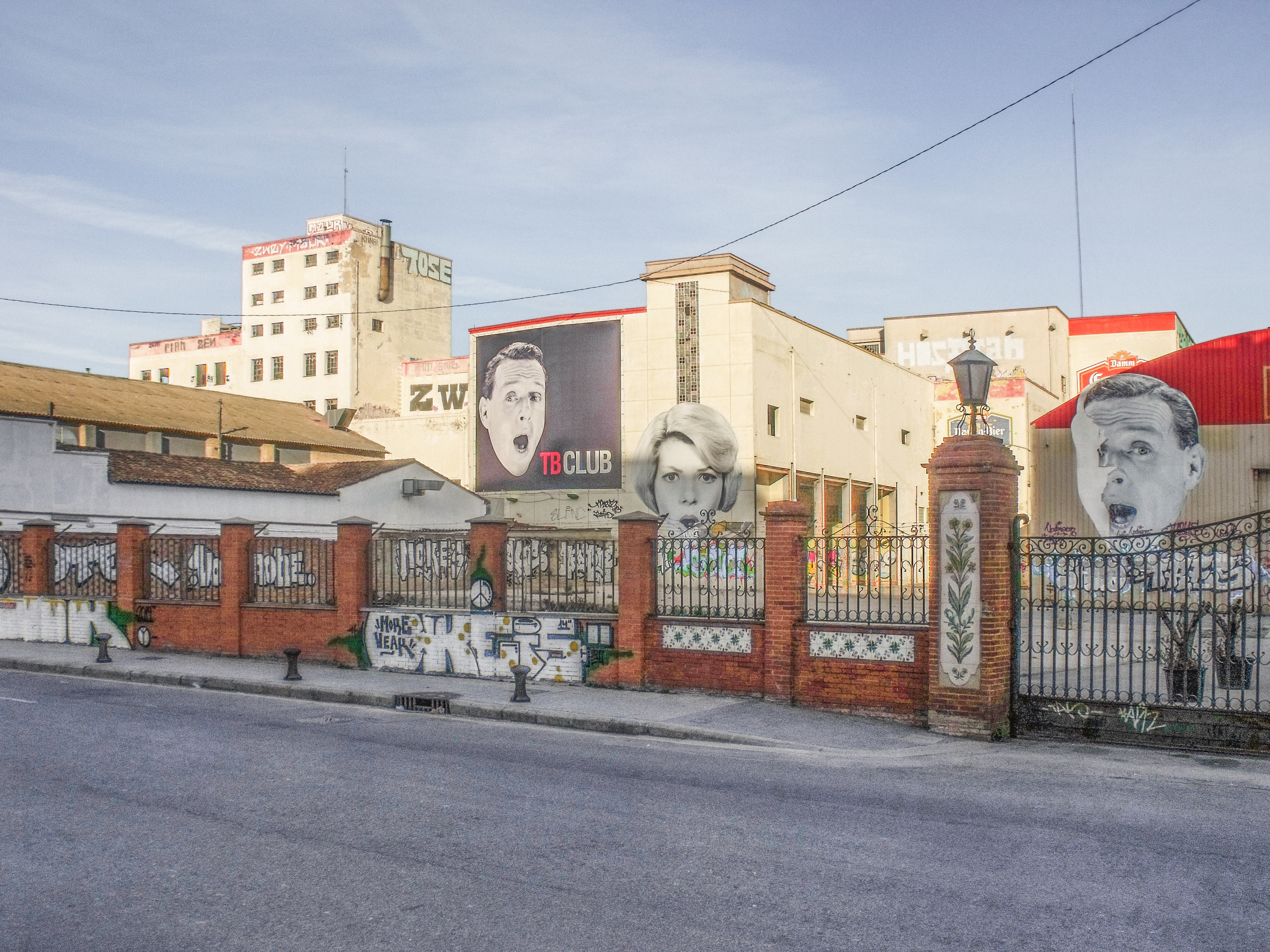
Un'antica fabbrica di bibite, a Turia.

Valencia ha goduto di una forte crescita economica nell'ultimo decennio, dovuta in gran parte a turismo e costruzioni, secondo un modello di sviluppo che ha portato all'occupazione con edifici di molte aree rurali. Inoltre, l'implementazione della Legge regolatrice della attività urbanistica (LRAU) da parte del governo di Valencia, è stata altamente controversa per i meccanismi espropriativi che metteva in opera. La questione fu oggetto di uno scottante documentario trasmesso nel 2005 dal secondo canale televisivo nazionale (TVE2).
Negli anni Duemila, turismo, agricoltura, vino e industria dei pellami e delle calzature rappresentavano le più importanti risorse di Valencia. Forte è inoltre il rapporto tra imprese e università. I prodotti agricoli prevalenti sono gli agrumi, mentre i principali distretti industriali riguardavano le raffinerie.
Al 2011, un totale di 3.973 ettari di terreno erano destinati alla coltivazione del frutteto, un'area ridotta dalle esigenze di espansione del porto e della sua zona franca, del sviluppo urbano, la costruzione del nuovo Hospital de la Fe o delle strade intorno alla cintura cittadina. Il porto e la ferrovia forniscono un'opportunità di trasporto veloce delle merci deperibili dalle campagne al mercato all'ingrosso di Mercavalencia.
La concorrenza dei Paesi del terzo mondo non ha messo a rischio la continuità di un'industria tessile antica e rinomata in tutto il mondo per la qualità dei suoi prodotti, in particolare per la lavorazione della seta. 
Oltre a grandi catene di supermercati e ipermercati, la città ospita i seguenti mercati: Mercado de Colón, il mercato Ruzafa, il mercato Benicalap, il mercato Algirós, il mercato Castilla, il mercato Cabanyal e il mercato di Torrefiel, unitamente alle vie dei negozi di abbigliamento in Calle Colón e dei prodotti tecnologici in Calle Islas Canarias.

### Turismo

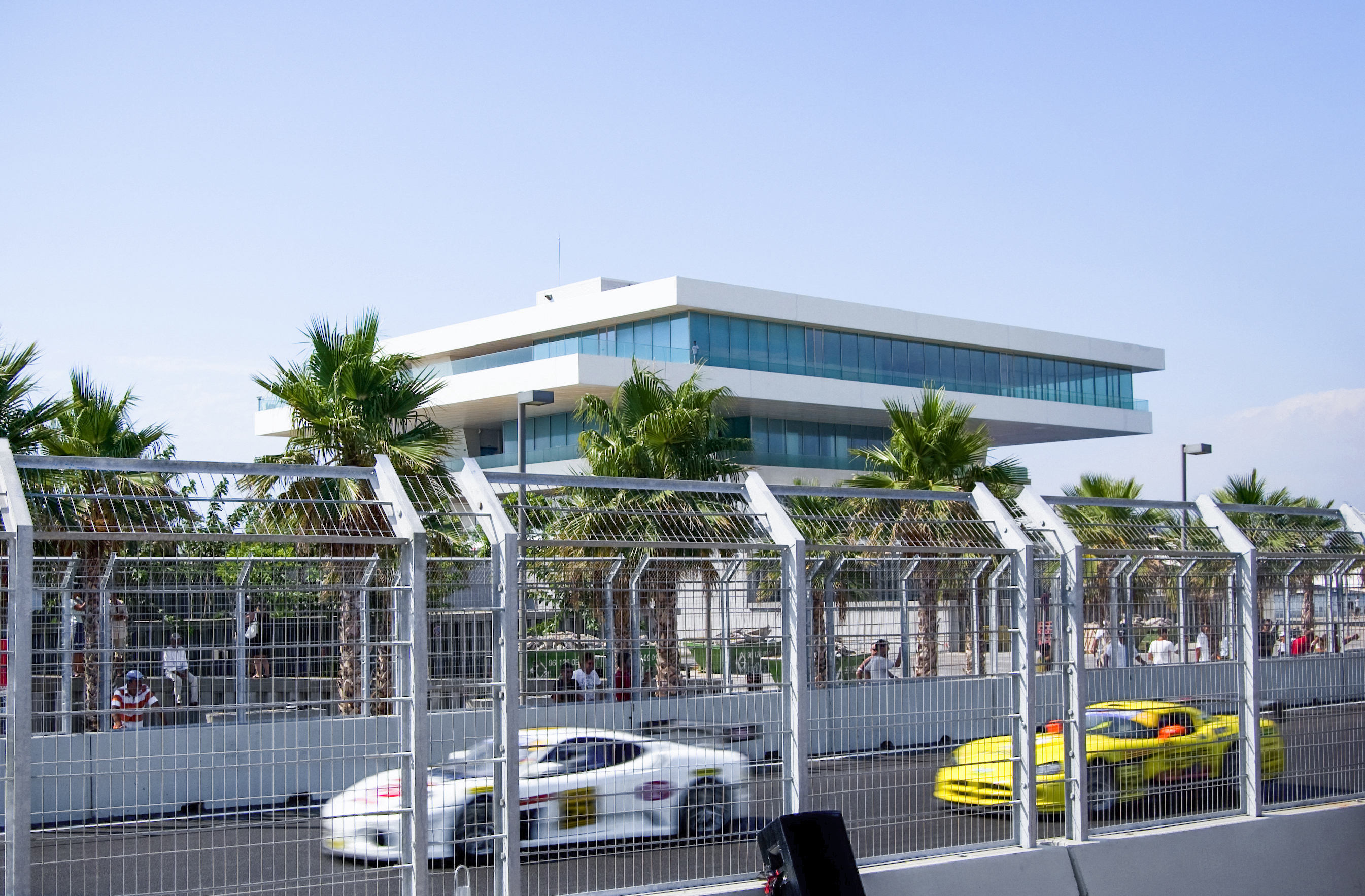
Il Circuito urbano di Valencia.

Agli inizi del XX secolo, fra i ceti della media e alta borghesia si diffuse l'abitudine di costruire una seconda casa o delle vere e proprie spa nelle località di Malvarrosa e Cabañal, di cui furono un noto esempio il poeta Blasco Ibáñez col suo entourage di artisti e filosofi. Alla fine della guerra civile spagnola, le vecchie spiagge dei pescatori furono convertiti in centri turistici con un'offerta di alloggi e servizi balneari. Ciò determinò il primo passaggio da un turismo d'élite a un turismo di massa.
Il boom vero e proprio, tuttavia, si ebbe a cavallo tra la fine del XX secolo e l'inizio del XXI, con l'attrattiva internazionale dell'America's Cup e del Gran Premio d'Europa di Formula 1 svoltisi nel Circuito urbano di Valencia, con la costruzione del Bioparc Valencia, del Palazzo della Musica e di quello dei congressi, nonché della Città delle Arti e delle Scienze.

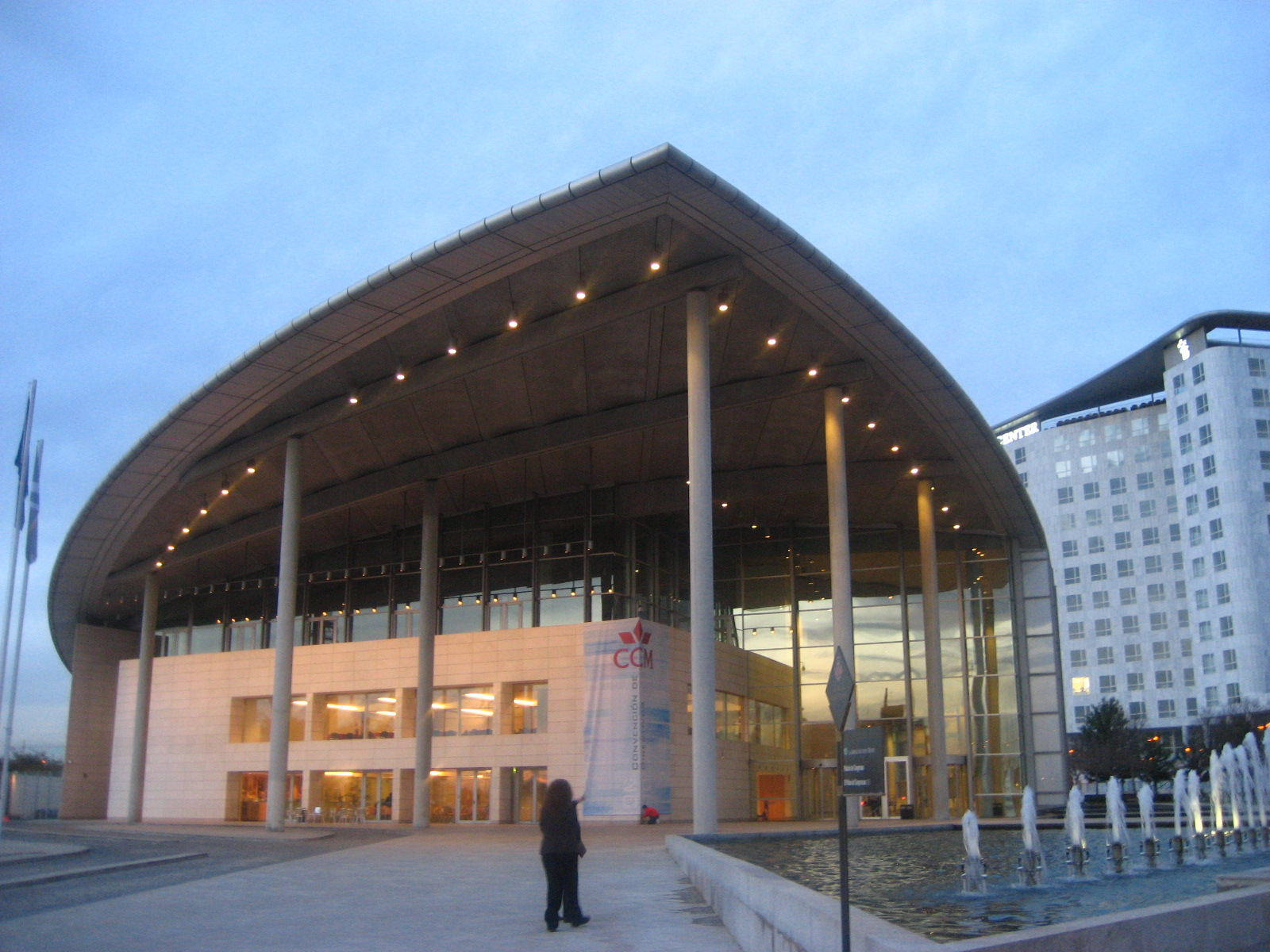
Il Palacio de Congresos.

Il Palazzo dei Congressi, progettato dall'architetto inglese Norman Foster, fu inaugurato dai re di Spagna nel 1998 e si estende su una superficie di 15.581 m², dotata di tre auditorium e sale conferenze, nove sale commissioni e una sala espositiva di 1.077 m². Il complesso fu concepito come un centro polivalente atto ad ospitare tutti i tipi di eventi e convegni, sia nazionali che internazionali, in particolare grandi congressi e conferenze. Il tetto di 8.200 m² dell'edificio si distingue per la presenza di pannelli fotovoltaici ed è supportato da pilastri in vetro, pietra e alabastro, con un baldacchino alto diciotto metri.
Dalla sua apertura nel 1998 al 2011, il Palacio de Congresos ha ospitato oltre 2.000 eventi ai quali hanno partecipato più di 1,5 milioni di persone, con una ricaduta sul tessuto economico locale pari a più di 700 milioni di euro. Nel 2010 è stato premiato con il massimo riconoscimento dell'International Association of Congress Palaces.
La Feria Muestrario Internacional de Valencia è il più antico soggetto organizzatore di eventi fieristici di tutta la Spagna. Fondata nel 1917, ha sede nel quartiere di Benimámet, che l'architetto José María Tomás Llavador ha ristrutturato ed esteso fino a portarlo ad essere la quarta sede fieristica più grande del mondo, che annualmente organizza più di cento eventi, fiere e mostre, che lo rendono un punto di riferimento a livello europeo. Gli eventi afferiscono ai settori dell'agricoltura, dei prodotti alimentari, dell'arredamento, del turismo, della formazione e del lavoro. Nel 2010 Feria Valencia ha registrato oltre un milione e trecentomila visitatori da tutto il mondo e più di dodicimila espositori -diretti e rappresentanti- hanno partecipato ai suoi concorsi, con un giro d'affari stimabile tra i 700 e gli 800 milioni di euro all'anno per Feria Valencia e il suo indotto.

## Infrastrutture e trasporti
I trasporti pubblici sono forniti dalla Ferrocarrils de la Generalitat Valenciana (FGV) che opera con la metropolitana di Valencia (6 linee miste) e altri servizi di treni, tram e autobus. L'Aeroporto di Valencia è situato a 9 km a ovest dalla periferia di Valencia raggiungibile con la metro 3 e 5. In centro alla città è presente la stazione ferroviaria del nord, capolinea delle Cercanías di Valencia.
La città è collegata con l'Alta Velocità AVE di Renfe a Barcellona e Madrid direttamente dalla nuova stazione Joaquin Sorolla inaugurata recentemente.

### Strade
Valencia è collegata a Madrid tramite l'autovía A-3 e a Barcellona attraverso l'autopista AP-7, che collega tutte le maggiori città della costa mediterranea spagnola. La città, servita da un articolato sistema di circonvallazioni, come la By-pass, la V-30, che unisce l'A-7 con il porto cittadino, o la CV-30 che percorre l'area a nord del capoluogo. Altre autostrade e superstrade che raggiungono al città sono la V-21, V-31, V-15/CV-500, la CV-35 o la CV-36.

### Ferrovie

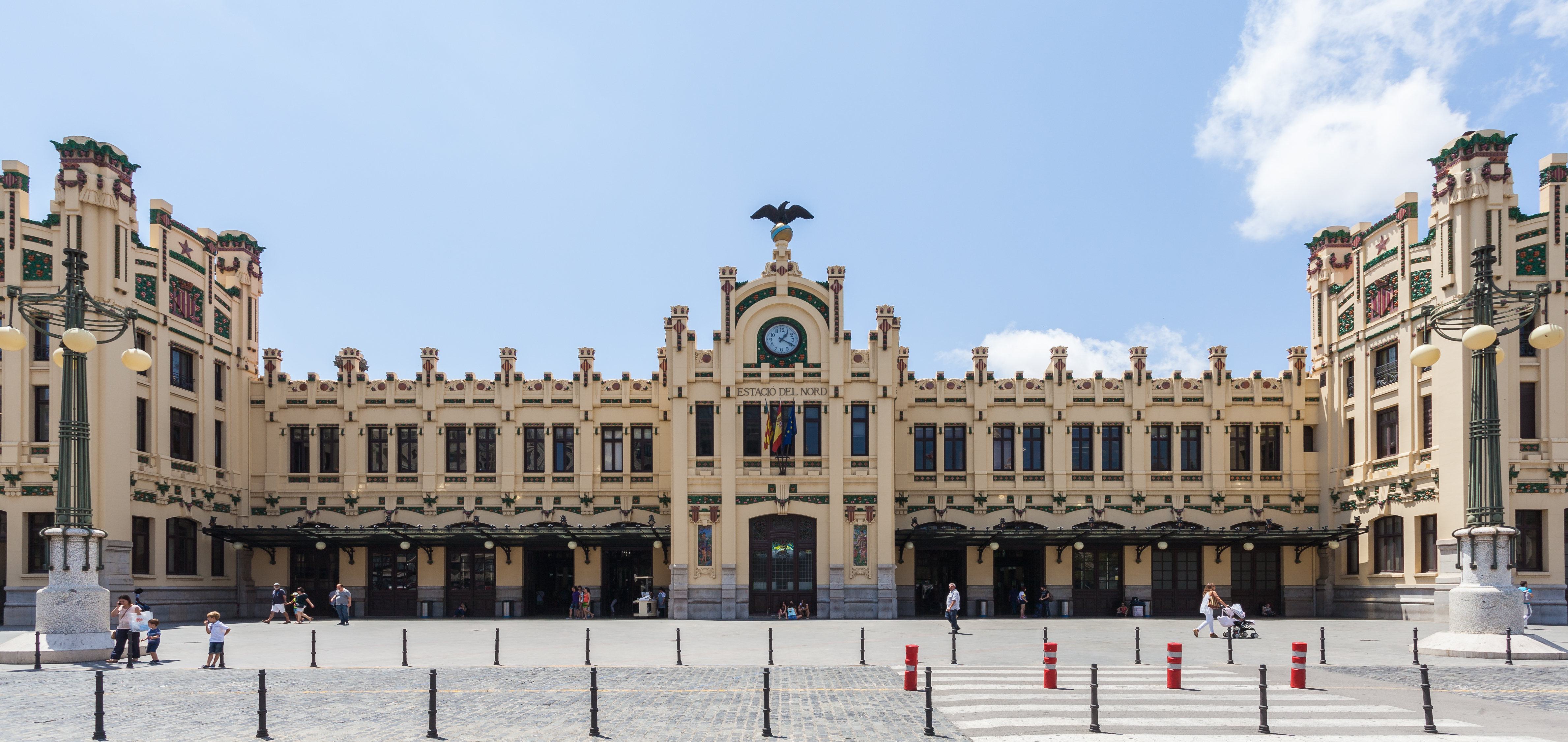
La stazione di Valencia-Nord.

La città ha cinque stazioni ferroviarie di cui quattro sono locali e una per tratte di media percorrenza: Valencia-Nord, Valencia-Fuente de San Luis, Valencia-Cabañal, Valencia-San Isidro e Valencia Joaquín-Sorolla. Quest'ultima è una stazione provvisoria per la nuova linea ad alta velocità che collega la città con Madrid, Cuenca e Albacete, che si trova in Calle San Vicente, non distante dalla stazione nord.
Il progetto dell'alta velocità dell'AVE prevede l'attraversamento di Valencia con un tunnel a tre corsie (due per i treni AV e una per i pendolari), che passerà sotto il tracciato ferroviario in corrispondenza delle stazioni di Germanías e Marqués del Turia, e che sarà interconnesso alle stazioni dei pendolari di Avenida de Aragón e di Campus Tarongers.
Valencia ha un proprio hub per il trasporto dei pendolari, che è composto da sei linee che collegano Valencia con Gandia, Mogente, Utiel, Xirivella, Caudiel e Castellón de la Plana. Quattro di esse comunicano con altrettante tratte a media e lunga distanza che collegano Valencia con Madrid, Barcellona, Albacete e Saragozza.
| Linea | Percorso                                         | km |
| ----- | ------------------------------------------------ | -- |
|       | València-Nord - Gandia / Platja i Grau de Gandia | 62 |
|       | València-Nord - Xàtiva - Moixent                 | 80 |
|       | València-Nord - Buñol - Utiel                    | 84 |
|       | València-Sant Isidre - Xirivella-l'Alter         | 2  |
|       | València-Nord - Caudiel                          | 72 |
|       | València-Nord - Castelló de la Plana             | 70 |

### Porti

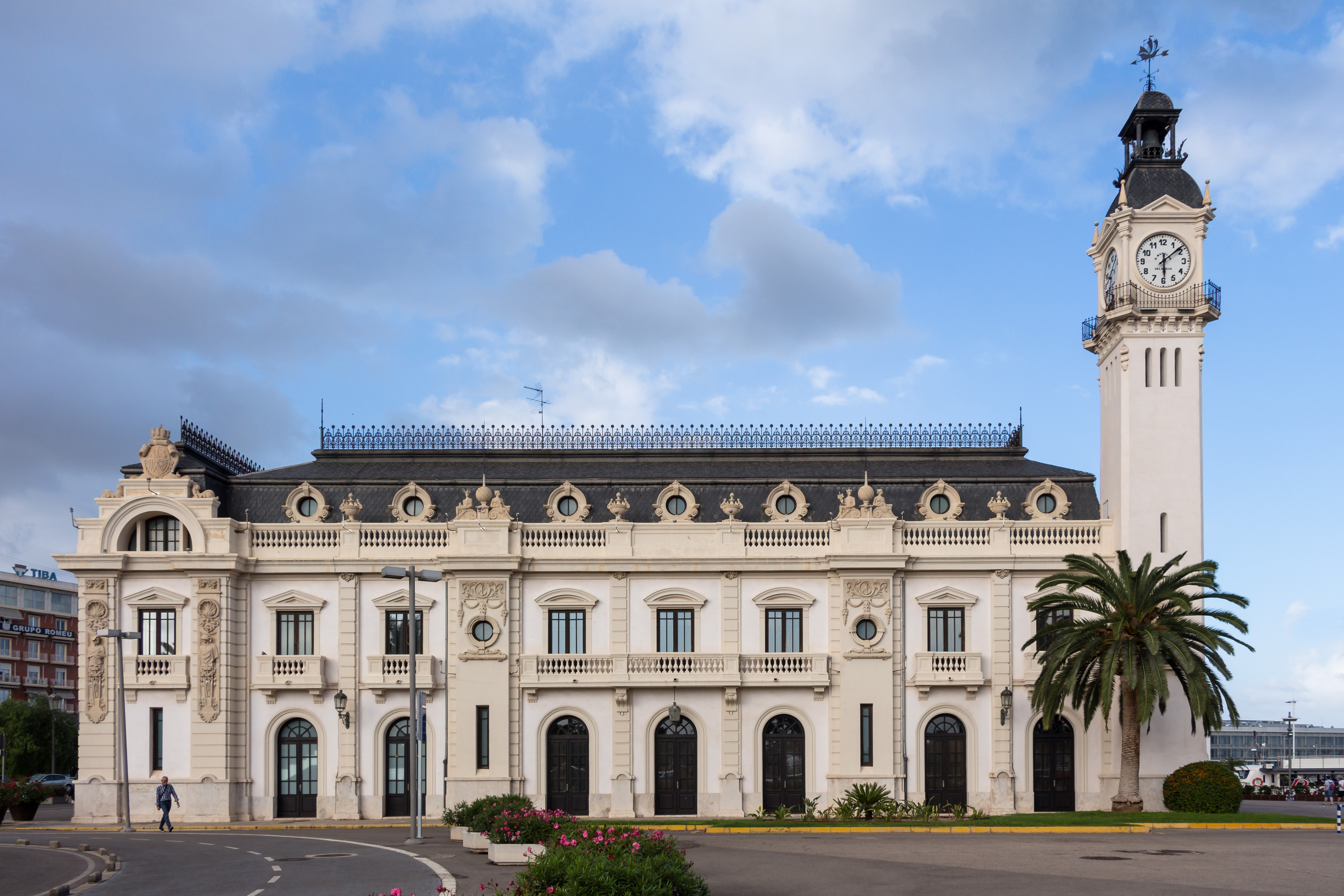
La sede dell'Autorità Portuale di Valencia.

L'autorità portuale Valenciaport gestisce i porti di Valencia, Sagunto e Gandia. Nel 2004 il porto di Valencia aveva una superficie totale superiore a quattro milioni di metri quadrati, di cui 2,13 erano destinati allo stoccaggio e 0.778 mln alle strade, con un'offerta di 9.637 metri di ormeggio distribuiti in sedici moli e due banchine.
Con una movimentazione di 64 milioni di tonnellate e un incremento del 10,81% sull'anno precedente, il sistema portuale di Valencia si è confermato nel 2010 come il più importante scalo merci del Mediterraneo occidentale per quanto riguarda il traffico di container, in termini di volumi di attraversamento. Secondo fonti del Ministero dello sviluppo, dal 2006 il porto di Valencia è il primo porto spagnolo nel traffico di container, il quinto in Europa e uno dei primi cinquanta al mondo.
Mentre la Logistics Activities Zone (ZAL) di Valencia è un centro logistico multimodale di stoccaggio della merce marittima, che ospita le sedi operative e amministrative di varie che traggono profitto dalle sinergie con l'ampia rete stradale e ferroviaria, collegate al resto della Spagna.
Il Terminal passeggeri del porto di Valencia è gestito dalla compagnia di navigazione Acciona Trasmediterránea e offre servizi di supporto ai proprietari di navi da crociera, quali: assistenza all'equipaggio, passerelle di accesso diretto alle navi, parcheggio passeggeri, negozi di articoli da regalo, duty free, oltre a linee regolari da e per Palma di Maiorca, Ibiza, Mahón e Formentera.
Nel 2010 il porto ha registrato 156 scali crocieristici con 253.000 passeggeri, rispettivamente cresciuti del 9,29% e del 37% anno su anno.

### Aeroporti
La legge sugli aeroporti del 1927, stabilì l'urgenza di dotare la città di un aeroporto, motivo per il quale nell'area del porto fu attrezzato uno spazio utile per l'idroaviazione. Poco tempo più tardi, fu proposto il progetto di realizzare l'aeroporto sulla lingua di terra che separa l'Albufera da Valencia dal mare, in modo che potesse essere utilizzato sia per gli aeroplani che dagli idromobili che dagli aerei terrestri. L'idea fu poi accantonata per costruire l'aeroporto di Manises. Aperto nel marzo del 1933, l'anno successivo fu incluso nell'area doganale e il 1º settembre divenne operativa la prima tratta regolare di collegamento fra Madrid e Valencia.
Dal 2001 al 2003, il numero di passeggeri è aumentata da 2,1 a 4,9 milioni, più che raddoppiato grazie ad un'ampia offerta di compagnie low-cost presenti dal 2003. Nel settembre del 2008, fu inaugurato l'hub secondario di Manises, collegato da autobus, taxi e metropolitana al centro di Valencia, che dista otto chilometri. L'aeroporto ospita voli per tutta la Spagna, l'Europa e le città del Nord Africa. Dal 6 giugno 2009, è iniziato un servizio di quattro voli settimanali per il JFK Airport di New York.
Nel secondo decennio del XXI secolo, sono stati aperti i cantieri per i lavori di ampliamento del terminal, la piattaforma logistica per il trasporto merci e quella per l'aviazione generale, il parcheggio, l'assistenza tecnica per il controllo e il monitoraggio di tali strutture, nonché il nuovo Terminal 2, estensione sul lato est a complemento del terminal regionale.

### Mobilità urbana
Il servizio notturno e diurno di trasporto urbano e extraurbano è gestito dalla Empresa Municipal de Transportes.

#### Metropolitana

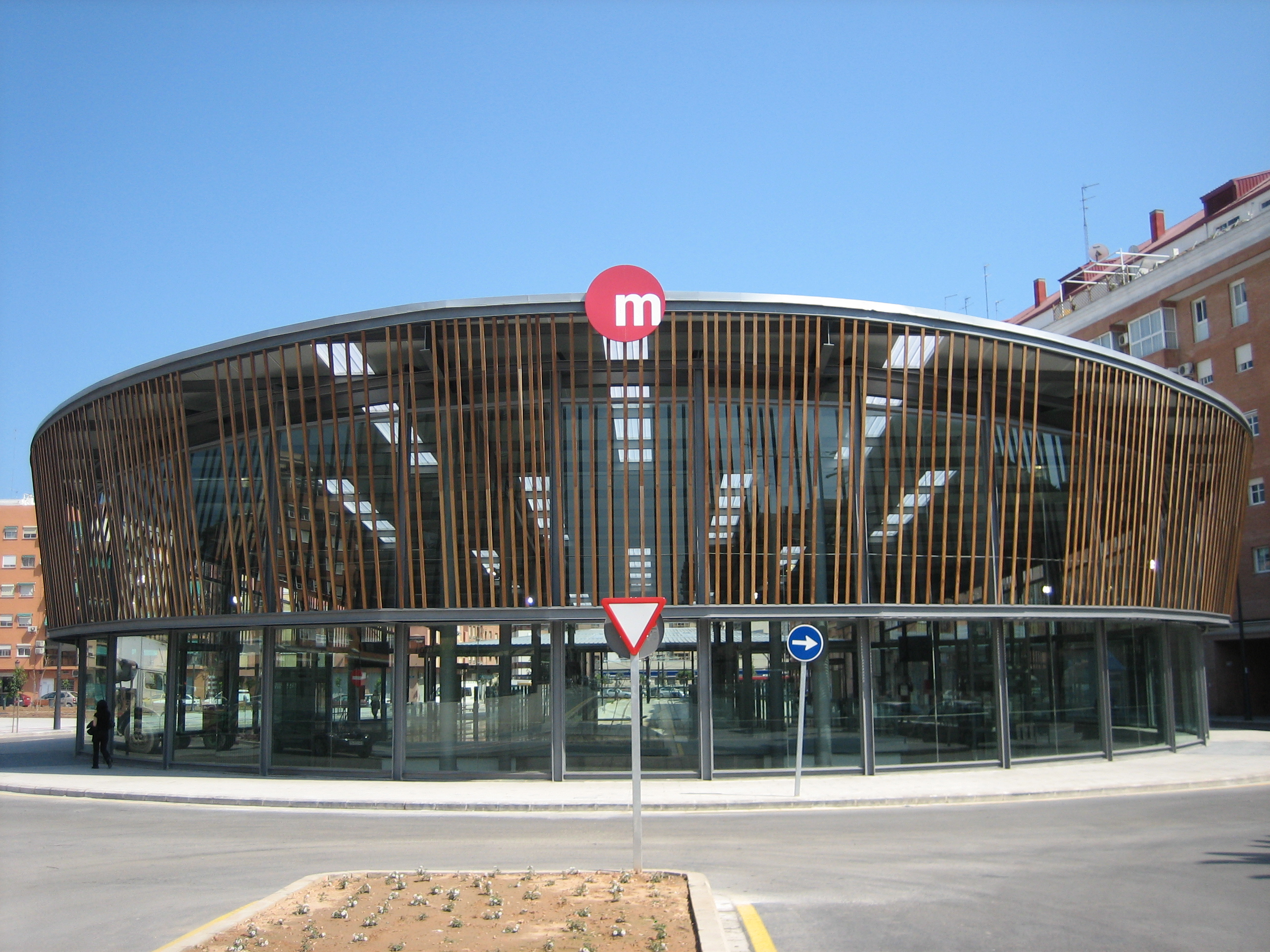
La stazione di Marítim-Serrería.

La metro di Valencia è stata la terza rete metropolitana costruita in Spagna, dopo quelle di Madrid e Barcellona ed è seconda per numero di chilometri soltanto a quella della capitale iberica.
La rete gestita dalla municipalizzata Ferrocarrils de la Generalitat Valenciana è la continuazione della rete ferroviaria a scartamento ridotto Trenet de Valencia, costruita nel XIX secolo dalla Sociedad Valenciana de Tranvías per collegare la metropoli con i centri urbani limitrofi. La società assunse il nome di Compañía de Tranvías y Ferrocarriles de Valencia e infine quello di Ferrocarriles Españoles de Vía Estrecha.
Negli anni '80, la rete fu ampliata e convertita per il trasporto metropolitano, arrivando ad avere nel 2015 sei linee sotterranee e tre linee di superficie.

#### Autobus

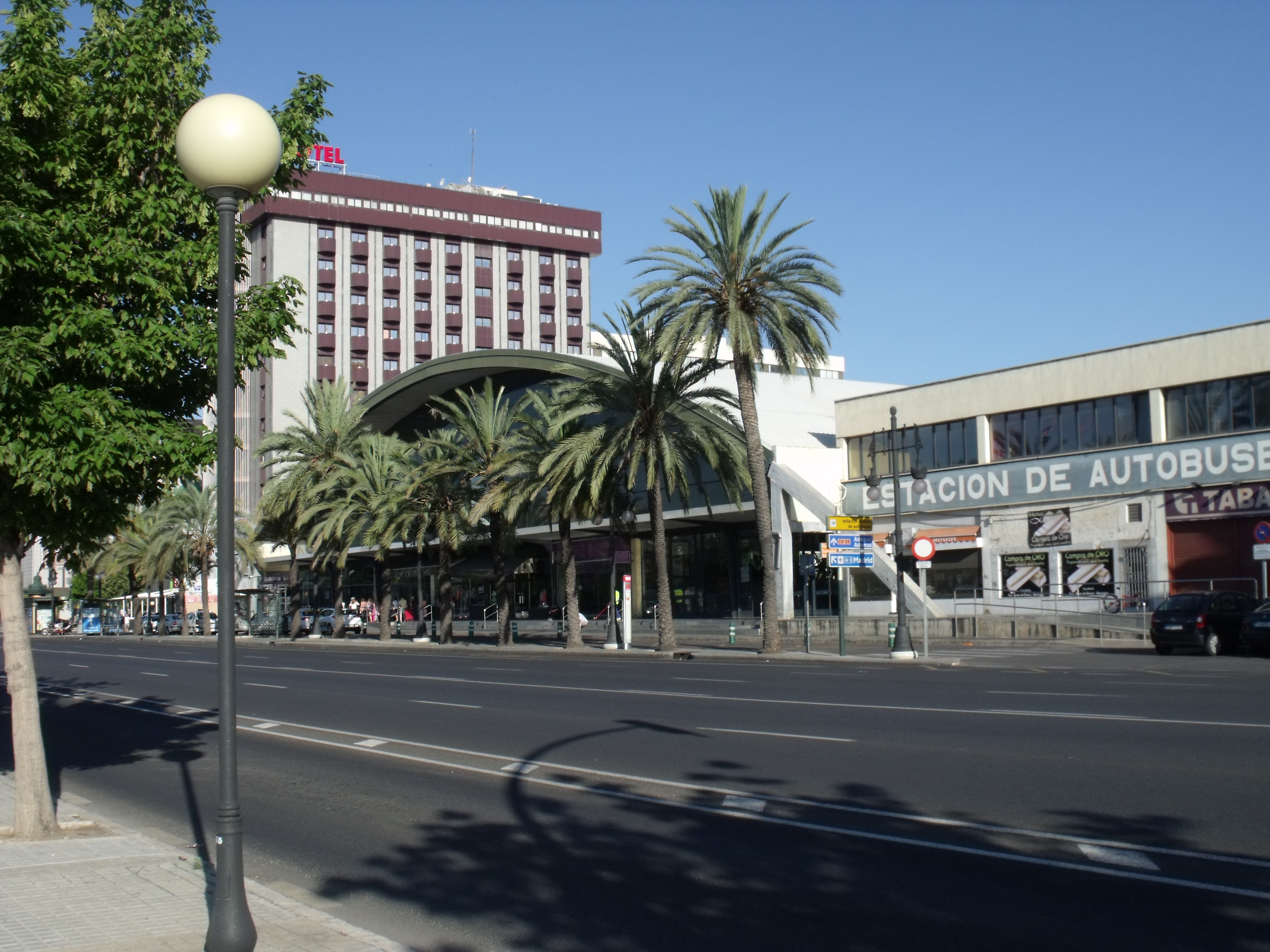
Stazione degli autobus di Valencia.

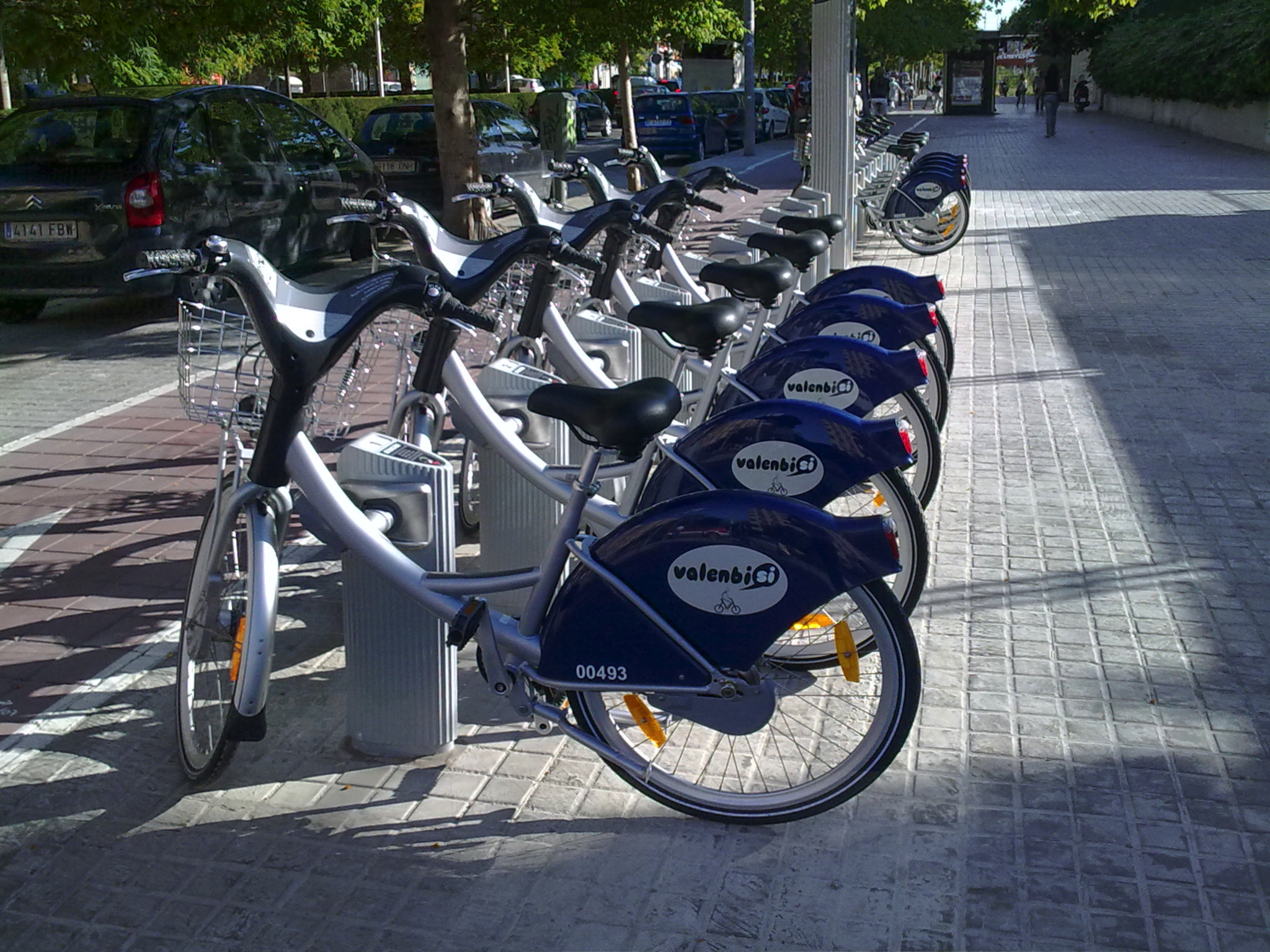
La stazione di Valenbisi.

L'Agenzia per la mobilità di Valencia ha istituito Metropolitan Buses of Valencia (MetroBus), un consorzio di otto vettori di trasporto pubblico locale (AUVACA, EDETANIA BUS, AVSA - Autos Vallduxense, FERNANBUS, Autobuses BUÑOL, Autobuses HERCA, URBETUR e ALSA) che gestiscono 58 linee di servizio extraurbano e che possono fornire servizi opzionali di trasporto con i mezzi regolari.
La stazione urbana degli autobus si trova a Avenida Menéndez Pidal, da dove si dipartono linee urbane, nazionali e internazionali. La stazione è servita da un'autorimessa dei taxi e dalla fermato di Turia della MetroValencia.

#### Taxi
Valencia è servita da una rete di circa 3.000 taxi di colore bianco, che riportano la dicitura Generalitat Valenciana e, sulla portiera del conducente, la scritta "Valencia Area". Una luce verde sul tetto dei mezzi indica se sono liberi, mentre un secondo display luminoso indica la tariffa applicata (da 1 a 3).
Fino agli anni '80, i taxi erano di colore nero con una striscia orizzontale gialla lungo l'intero veicolo che sulla portiera lato passeggeri riportava il disegno delle armi della città e il numero di licenza concessa dal Comune. In base al numero finale delle licenze, i taxisti hanno diritto a un giorno di riposo fra il lunedì e il venerdì che varia annualmente, oltre a un giorno nel fine settimana che segue una rotazione settimanale.
Al 2015, il parco auto circolante era rinnovato in media di cinque anni e da un decennio beneficiava di un contributo del Ministero dei Trasporti iberico, erogato attraverso l'Agencia Valenciana de Movilidad, per l'acquisto di veicoli elettrici e ibridi.

#### Bicicletta
La comunità autonoma è servita da un tracciato di 160 chilometri di piste ciclabili che collegano le aree periferiche al centro urbano.
Valenbisi è il servizio di bike sharing attivato dal comune il 21 giugno 2010 e gestito dalla società JCDecaux. Partito con 500 mezzi distribuiti su 50 stazioni, nei cinque anni successivi è arrivato ad avere una rete di 275 stazioni con 2.750 mezzi, disponibili in diurna e notturna per 365 giorni all'anno.
Valencia è attraversata da EuroVelo 8, la rotta mediterranea dei tre percorsi di questa rete europea che toccano 3.000 chilometri del territorio iberico.

## Amministrazione

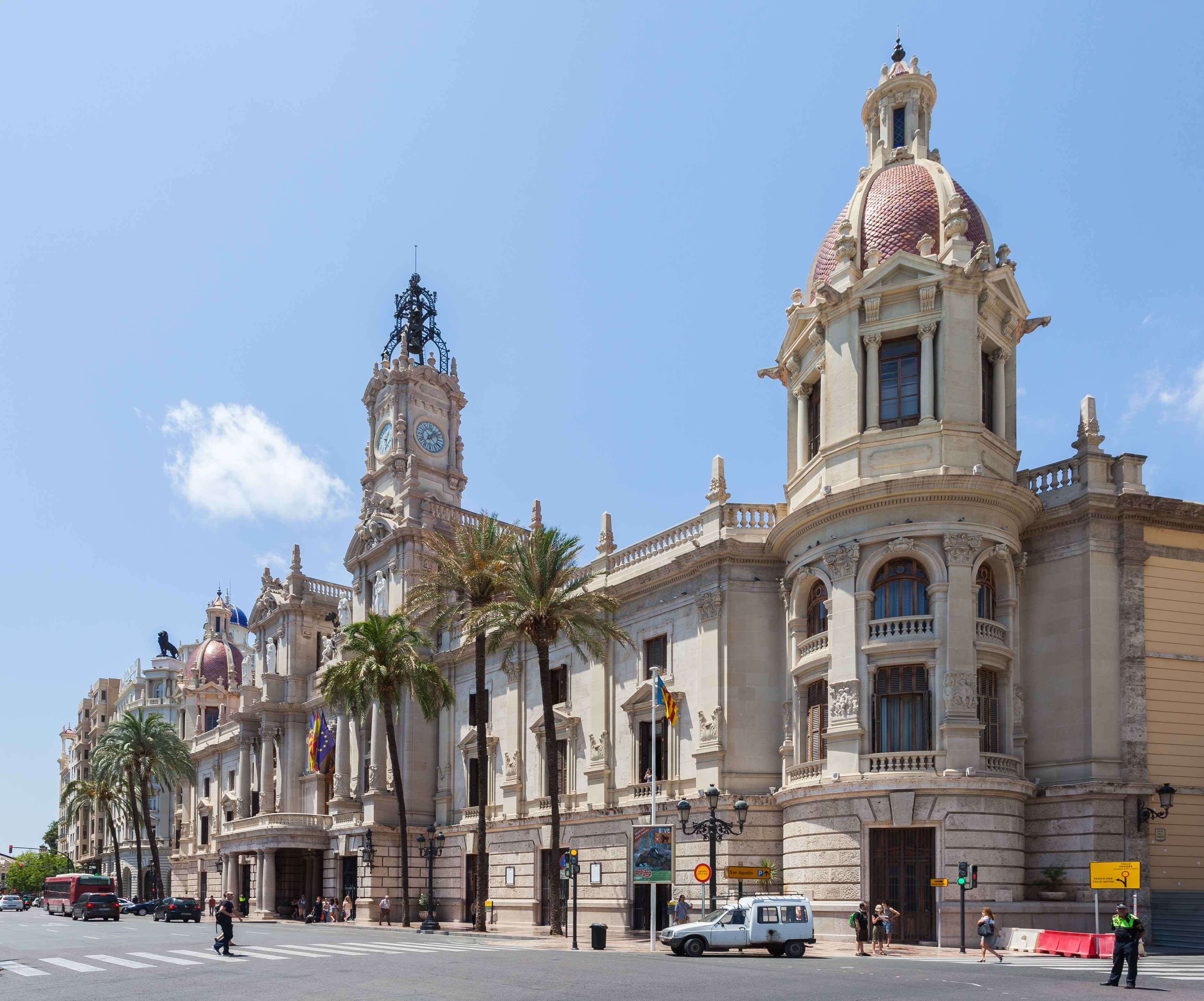
Municipio di Valencia

### Gemellaggi
Valencia è gemellata con:
- Bologna, dal 1976[56]
- Magonza, dal 1976
- Sacramento, dal 1989
- Odessa, dal 1982
- Valencia, dal 1982
- Veracruz, dal 1985
- Guangzhou, dal 2012
- Chengdu, dal 2017
- Xi'an, dal 2020

## Sport

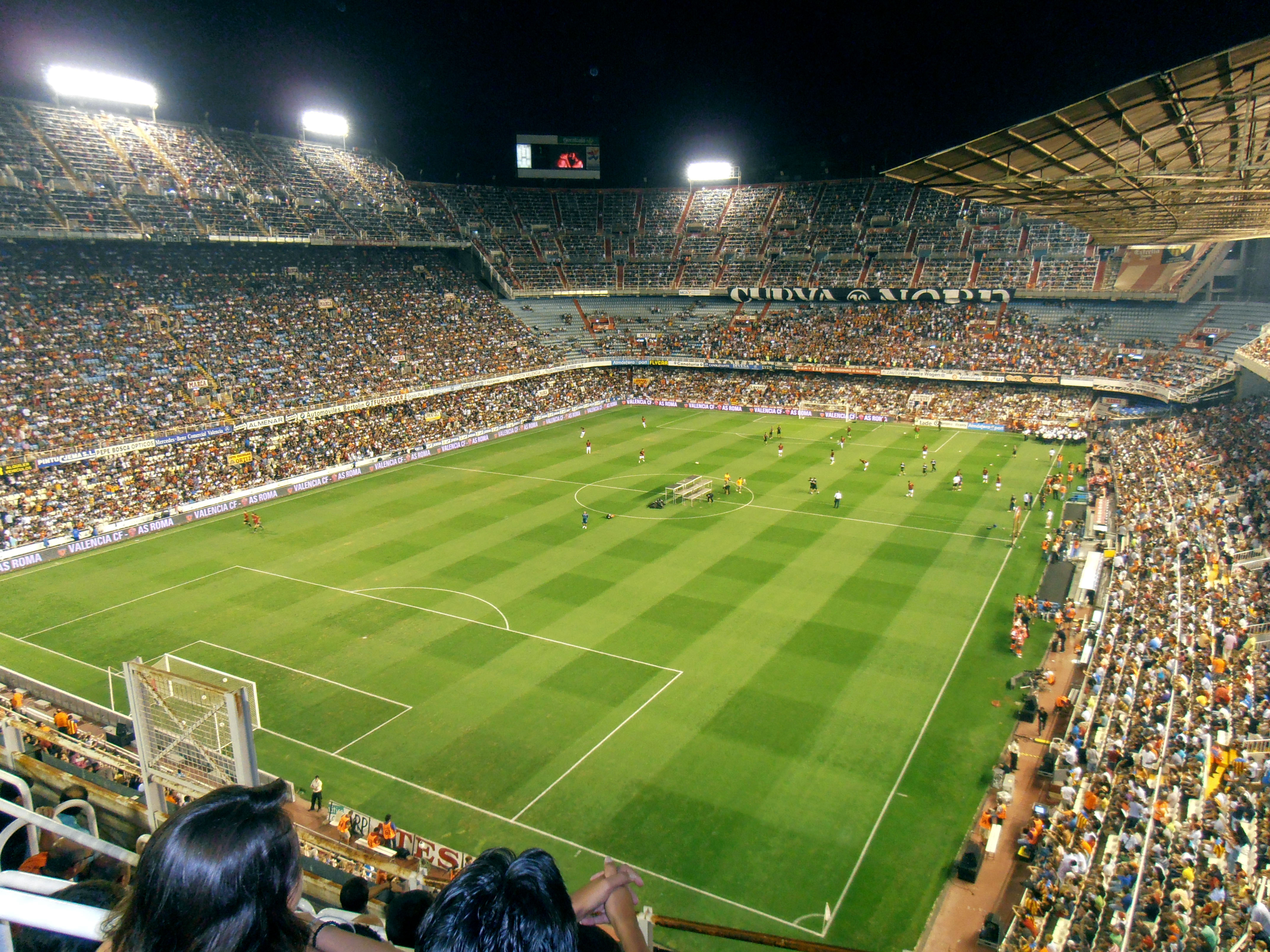
Stadio di Mestalla, il più antico stadio spagnolo.

Il calcio è lo sport più popolare. Due sono le squadre principali della città, che giocano in due stadi differenti. La più antica è il Levante Unión Deportiva, fondata nel 1909, che disputa le partite interne nel campo "Ciutat de Valencia"; per i risultati conseguiti, tuttavia, viene posta in secondo piano, a favore dell'altra, il Valencia Club de Fútbol. Quest'ultima compagine ha il suo quartier generale nello stadio di Mestalla; vanta nel suo palmarès 6 titoli di Liga, 8 Coppe del Re e 7 coppe europee.
Dalla sezione pallacanestro del Valencia CF nel 1986 nacque il Valencia Basket Club, sponsorizzato Power Electronics, che milita nella Liga ACB. Ha in bacheca il titolo di Campione di Spagna nella stagione 2016-2017, una Coppa del Re e una Coppa ULEB, 4 titoli Eurocup.
Valencia ha ospitato nel 2007 e nel 2010 rispettivamente la trentaduesima e la trentatreesima edizione dell'America's Cup di vela. Con oltre 150 anni di storia, è il trofeo sportivo più antico del mondo e riunisce l'eccellenza del mondo della vela. La sede è stata scelta soprattutto per il concreto impegno dagli enti locali e nazionali, fattisi garanti della realizzabilità delle strutture idonee; la città è stata così preferita ad altre candidate come Napoli e Marsiglia. Tra il 2004 e il 2007, grazie alle regate della Louis Vuitton Cup, i migliori equipaggi velici del mondo si sono affrontati nelle acque del porto di Valencia. Il vincitore di questa competizione, l'Emirates Team New Zealand, ha poi affrontato il detentore del trofeo, l'equipaggio svizzero di Alinghi, senza peraltro riuscire a sconfiggerlo.
A circa 20 km da Valencia sorge l'autodromo "Ricardo Tormo", che ospita gare del campionato del mondo superbike, motomondiale, test di Formula 1 e altri campionati minori di auto e moto.
Il 24 agosto 2008 la città ha ospitato il suo primo Gran Premio d'Europa di Formula 1, su un circuito cittadino ricavato dalle strade nella zona del porto, con i box localizzati presso gli hangar utilizzati dalle squadre della Louis Vuitton Cup e della XXXII America's Cup.
Ci sono tre club cittadini di rugby: Les Abelles che gioca nella División de Honor, la serie A del rugby in Spagna; il Cau Valencia che gioca nella serie B del rugby spagnolo e il Club de Rugby San Roque.
Soprattutto nei paesi di provincia è famoso l'antico sport popolare della pilota valenciana. Vi sono altre varianti chiamate Raspall e Escala i Corda, con regole simili al tennis e allo squash, che si giocano o singolarmente o a coppia.

## Curiosità
Il pipistrello (in Valenciano Lo Rat Penat ) compare come immagine a sormontare molti blasoni, scudi araldici, nonché nei logotipi delle due principali squadre di calcio della città levantina.
Per capire il significato di questo simbolo, che ha un grande valore storico-affettivo per Valencia, occorre tornare indietro nella storia, precisamente al periodo della campagna di conquista della città, allora in mano agli arabi, ad opera di Jaime I il Conquistatore (1238).
Secondo la leggenda maggiormente accreditata, durante l'assedio di Valencia, gli arabi, che utilizzavano i pipistrelli per scacciare le zanzare, pensavano che, finché i pipistrelli avessero volato per tutta la notte, la città sarebbe stata protetta e non sarebbe stata sconfitta.
Secondo la leggenda, uno di questi pipistrelli raggiunse il campo cristiano, dove si trovavano Jaime I e le sue truppe aragonesi, accampati in quella che oggi è la zona di Ruzafa, al di fuori dell’antica cinta muraria della città.
Si racconta che il pipistrello sbatté le ali con forza contro un tamburo e fece cadere alcune armi a terra, segnalando così l’avvicinarsi del nemico. Jaime I il Conquistatore uscì vittorioso e, in segno di ricompensa e gratitudine, pose il pipistrello sul proprio elmo e sullo scudo reale.
Da quel momento, il ruolo del pipistrello salvatore sarebbe andato oltre la leggenda, occupando un posto nella storia e nell'iconografia della città.